# Nepotismus am Heiligen Stuhl
Nepotismus am Heiligen Stuhl war die insbesondere in der frühen Neuzeit übliche Praxis des Heiligen Stuhls, an Personen aus verwandtschaftlichen Beziehungen Ämter zu verleihen und Macht zuzuteilen.

## Geschichte
Nepotismus wurde besonders durch Bischöfe, Kardinäle und Päpste zwischen dem 11. und 17. Jahrhundert bekannt. Der Höhepunkt dieser „Vetternwirtschaft“ führt zurück auf Papst Bonifatius VIII. (Bernadetto Caetani), der 1297 den Streit mit der mächtigen Familie Colonna auf die Spitze trieb. Er verschmolz seit diesem Zeitpunkt für mehr als drei Jahrhunderte Nepotismus und große Kirchenpolitik. In diesem Zeitraum gelang es den großen römischen, neapolitanischen und mailändischen Adels- und Patrizierfamilien, ihre Verwandten in hohe Kardinalsämter zu erheben oder sie auf den Papstthron zu bringen.
Paul III. etablierte während seines Pontifikates die Praxis des Kardinalnepoten. So war es seit Papst Calixt III. unter den Päpsten üblich, durch diese Praxis die geistliche und weltliche Macht zu sichern. Auch lassen sich die Päpste der einzelnen Familien immer in bestimmte Zeiträume eingrenzen. Innozenz XII. schaffte das Nepotenamt 1692 wieder ab, schränkte die Ausstattung von päpstlichen Verwandten mit Ämtern ein und verbot die Verleihung von Landlehen an solche.

## Machtansprüche und Intrigen führten zum Nepotismus
Wie alle übrigen Bischöfe, so wurde auch der Oberhirte von Rom durch „Klerus und Volk“ gewählt. Es ist jedoch wahrscheinlich, dass die ersten Päpste selber Einfluss nahmen und noch zu Lebzeiten ihren Nachfolger bestimmten. Diese quasi-demokratische Papstwahl funktionierte allerdings nur, solange die Gemeinde klein und überschaubar war. Als sie wuchs und die Stellung des Papstes in der katholischen Kirche immer wichtiger wurde, begannen die ersten Richtungskämpfe und Spaltungen. Bereits im dritten Jahrhundert kam es mit Hippolyt von Rom zum ersten Gegenpapst gegen Calixt I.
Durch Kaiser Theodosius I. avancierte das Christentum zur Staatsreligion im römischen Reich, daher interessierten sich die weltlichen Machthaber dafür, wer als Bischof von Rom den Papststuhl bestieg. Die Neugewählten musste mitunter lange auf die Zustimmung des regierenden Kaisers warten und später übten deutsche Kaiser und Könige Druck auf die Wahl aus.
Im späten 9. und im 10. Jahrhundert und erneut im frühen 13. Jahrhundert wurde das Papsttum zu einem Spielball weltlicher und kirchlicher Mächte und Gruppen, an denen sich italienische Adelsfamilien rege beteiligten. Mit der Einsetzung eines Kardinalsnepoten sicherten sich die Adelsfamilien immer einen festen Stimmplatz im Kardinalskollegium, und je mehr Familienangehörige den Kardinalshut oder die Bischofsmütze erhielten, desto sicherer war der machtpolitische Einfluss.
Äußerst schwierig wurde es im Frühherbst 1241 nach dem Tod Gregors IX. Der mächtigste Mann in Rom war der Senator Matteo Rosso Orsini, der Stammvater des Adelsgeschlechtes Orsini. Er griff mit brutaler Gewalt in das über zwei Monate andauernde Konklave ein, in dessen Zeit ein Kardinal starb und zwei weitere Wahlberechtigte erkrankten. Den strengen Vorschriften des Papstes Gregor X. ist es wohl zu verdanken, dass der Vetternwirtschaft auf dem Papstthron zunächst ein Ende bereitet wurde. 1274 erließ er das Dekret „Ubi periculum“ (Wo Gefahr ist), einen strengen Regelkatalog, der als die wichtigste Grundlage zum Papstkonklave gilt (siehe Hauptartikel: Papstwahl). Dem Nepotismus auf dem Heiligen Stuhl war damit aber kein endgültiges Ende beschieden, er erlebte eine weitere Blütezeit im späten 13. Jahrhundert.

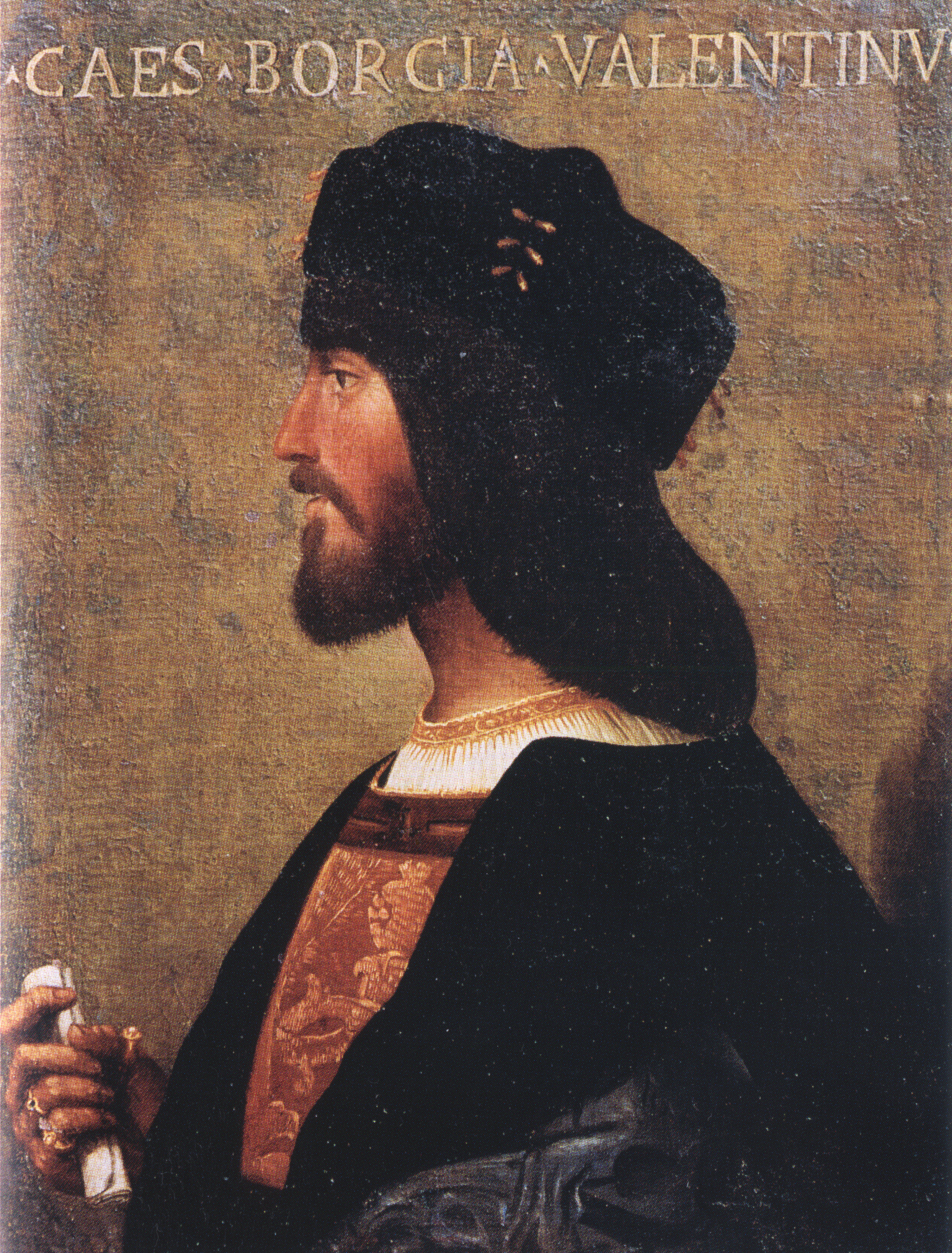
Cesare Borgia (1475–1507), Herzog der Romagna und von Valentinois

Auf dem Konzil von Konstanz von 1414 bis 1418, bei dem es Absetzungen, Wahlen und Gegenpäpste gab, war es ein Angehöriger der römischen Adelsfamilie Colonna, der in die Papstwahlen eingriff. Schließlich wurde aus dessen Familie der Diakon Oddo Colonna als Martin V. zum Papst gewählt. Unter den folgenden Päpsten der Renaissancezeit erreichte nicht nur der Nepotismus, sondern auch das Kurtisanenwesen in Rom neue Höhepunkte. Sämtliche Päpste verschafften ihren Angehörigen hohe Adelsränge, einflussreiche Posten und oft auch große und einträgliche Landlehen im Kirchenstaat. Zumeist gelang es den Familien, diese Erwerbungen zu behalten. Dass ein Papst aber letztlich immer am längeren Hebel sitzt als ein Nepote, erfuhr 1503 Cesare Borgia, der als Gonfaloniere der päpstlichen Truppen seines Vaters Alexander VI. nicht nur den Kirchenstaat unter seine Kontrolle gebracht und die mächtigsten Fürsten des päpstlichen Adels entmachtet und enteignet, sondern dazu die gesamte Romagna erobert hatte und zu deren Herzog ernannt worden war, mit dem Fernziel, König von ganz Mittelitalien zu werden. Nach dem Tod des Vaters ließ sich Borgia – das listenreiche und grausame Vorbild für Machiavellis Principe – für einmal selbst überlisten: Im Vertrauen auf falsche Versprechungen ermöglichte er die Wahl von Papst Julius II., einem alten Rivalen seines Vaters, der ihn sofort verhaftete und entmachtete.
Trotz offizieller Abschaffung des Nepotenamts 1692 reichte die Praxis des Nepotismus bis in die Mitte des 18. Jahrhunderts hinein. Clemens XI. aus der Familie Albani belehnte 1715 seinen Neffen Carlo Albani (1687–1724) mit der Herrschaft Soriano nel Cimino und erhob ihn zum Fürsten. Clemens XIII. erhob 1765 seinen Neffen Abbondio Faustino Rezzonico zum Grafen des päpstlichen Adels und machte ihn zum Senator von Rom.
Als Nepotismus wurde zuletzt kritisiert, dass Papst Pius XII. (1876–1958) es tolerierte, dass sein Neffe Carlo Pacelli (1903–1970) 1941 mit Zustimmung Mussolinis vom italienischen König Viktor Emanuel III. zum Fürsten (Principe Pacelli) erhoben wurde; Carlos jüngere Brüder Giuseppe und Marcantonio erbten den 1929 vom Vorgänger-Papst Pius XI. dem Vater verliehenen Marchese-Titel; später ging der Fürstentitel auf Marcantonio und dann auf dessen Sohn Francesco über. Als Berater der Vermögensverwaltung des Heiligen Stuhls hatte Carlo Pacelli auch eine Reihe von Aufsichtsratsmandaten inne und erhielt noch 1958 vom sozialistischen Finanzminister Luigi Preti vorübergehend eine persönliche Steuerbefreiung.

## Einflussreiche italienische Adelsfamilien – deren Päpste und Kardinäle

### Barberini
Die Barberini waren ein italienisches Adelsgeschlecht. Maffeo Barberinis klerikale Karriere begann damit, dass er von Clemens VIII. zum Titularerzbischof von Nazaret und zum päpstlichen Nuntius in Frankreich ernannt wurde. 1606 wurde er von Paul V. zum Kardinal ernannt. 17 Jahre später wurde er zum Papst gewählt und nannte sich Urban VIII. Er gilt als Paradebeispiel eines nepotistischen Papstes.

#### Der Papst aus der Familie der Barberini

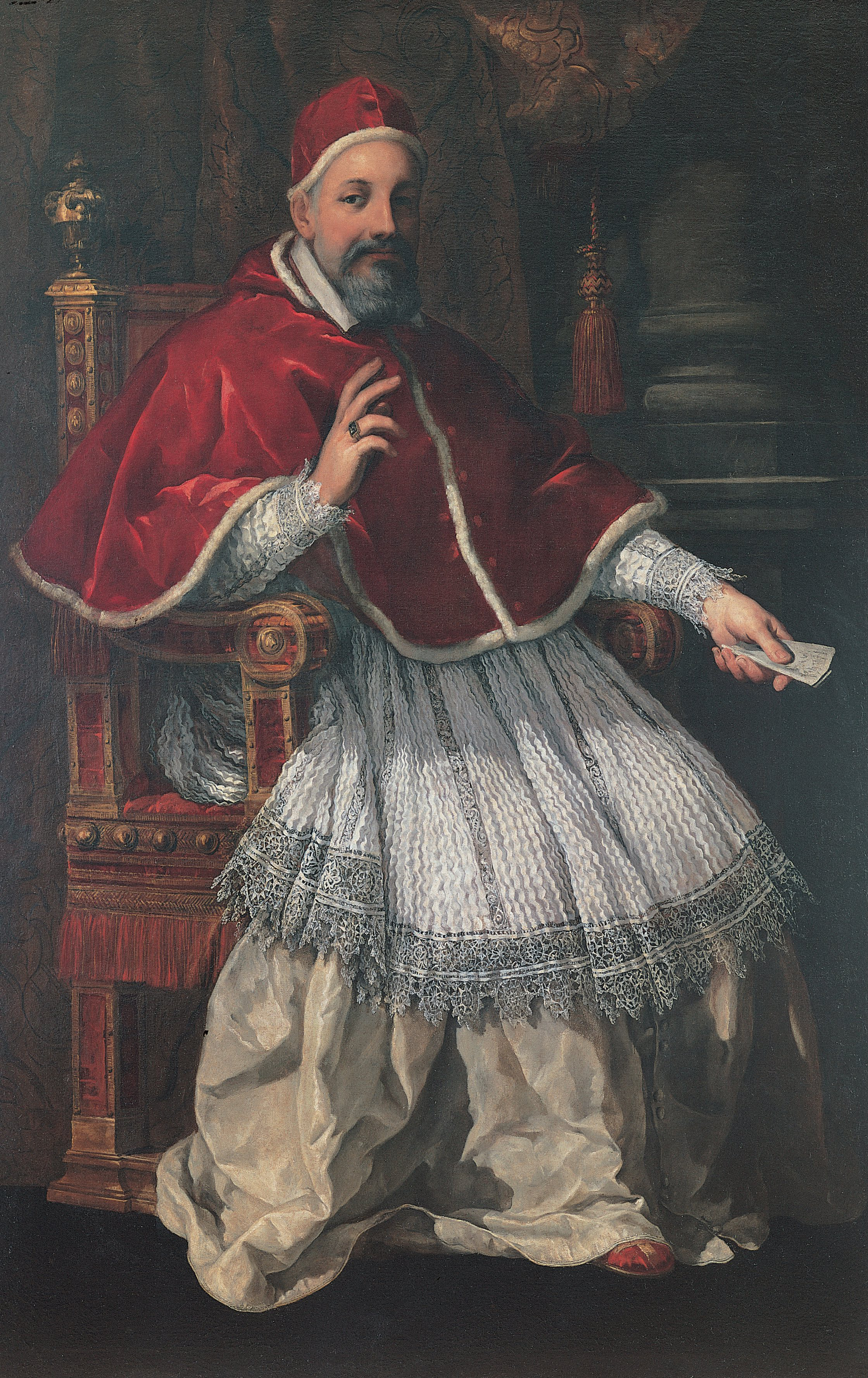
Papst Urban VIII.

- Papst Urban VIII. (Maffeo Barberini) (1623–1644) pflegte den hemmungslosen Nepotismus. Dieser prägte seine Politik ebenso wie seine ruinöse Finanzpolitik. Seine Begünstigungspolitik gegenüber Richelieu führte im Dreißigjährigen Krieg zur Niederlage der Katholiken.

Er war der Sohn des Kaufmanns Antonio Barberini aus Florenz und der Camilla Barbadori. Er ist der Onkel der Kardinäle Francesco Barberini (des Älteren) und Antonio Barberini (des Jüngeren) und Bruder des Kardinals Antonio Barberini (des Älteren).

#### Barberini – Kardinäle
- BARBERINI, (Der Ältere) OFMCap, Antonio (1569–1646) war der jüngste Sohn des Antonio Barberini und Bruder des Papstes Urban VIII. Nach einem unglücklichen Lebenslauf flüchtete Antonio in das religiöse Leben und stieg durch die Begünstigung durch seine Verwandten zu Kardinalsehren auf. Er war Onkel der Kardinäle Francesco Barberini und Antonio Barberini (der Jüngere) und Urgroßonkel des Kardinals Francesco Barberini (des Jüngeren)[4]
- BARBERINI, (der Ältere) Francesco (1597–1679) war der Sohn des Carlo Barberini und der Constanza Magalotti, sein Bruder Taddeo Barberini war Prinz von Palestrina und Präfekt von Rom, sein Bruder Antonio Barberini (der Jüngere) wurde Kardinal. Er war der Neffe von Papst Urban VIII. und der Kardinäle Antonio Barberini (der Ältere) und Lorenzo Magalotti. Des Weiteren war er Cousin des Kardinal Francesco Maria Macchiavelli, Onkel des Kardinals Carlo Barberini und Großonkel des Kardinals Francesco Barberini (des Jüngeren).
- BARBERINI, (der Jüngere) O.S.Io.Hieros. (Malteserorden), Antonio (1607–1671) war der Sohn des Carlo Barberini und der Constanza Magalotti. Er war der Bruder des Francesco Barberini (des Älteren), Neffe des Papstes Urban VIII. und der Kardinäle Antonio Barberini (des Jüngeren) und Lorenzo Magalotti. Cousin des Kardinals Francesco Maria Machiavelli, Onkel des Kardinals Carlo Barberini und Großonkel des Kardinals Francesco Barberini (des Jüngeren)
- BARBERINI, Carlo (1630–1704) war der Neffe der Kardinäle Francesco Barberini (des Älteren) und Antonio Barberini (des Jüngeren). Großneffe des Papstes Urban VIII. und des Kardinals Antonio Barberini (des Älteren), sowie Onkel des Kardinals Francesco Barberini (des Jüngeren).
- BARBERINI, (der Jüngere) Francesco (1662–1738) war der Ur-Großneffe des Papstes Urban VIII. und des Kardinals Antonio Barberini (des Jüngeren), Großneffe der Kardinäle Francesco Barberini (des Älteren) und Antonio Barberini (des Jüngeren). Neffe des Carlo Barberini und Cousin des Kardinals Rinaldo d’ Este.
- BARBERINI, Benedetto (1788–1863) war das jüngste Kind von zehn Kindern des Carlo Maria Barberini, Herzog von Montelibretti und Prinz von Palestrina und der Gräfin Giustina Borromeo Arese. Benedetto B. übernahm den Namen Benedetto Barbarini Colonna di Sciarra und war der Großneffe der Kardinäle Prospero Colonna di Sciarra und Girolamo Colonna di Sciarra.

Die Bienen der Barberini im Wappen Urbans VIII.
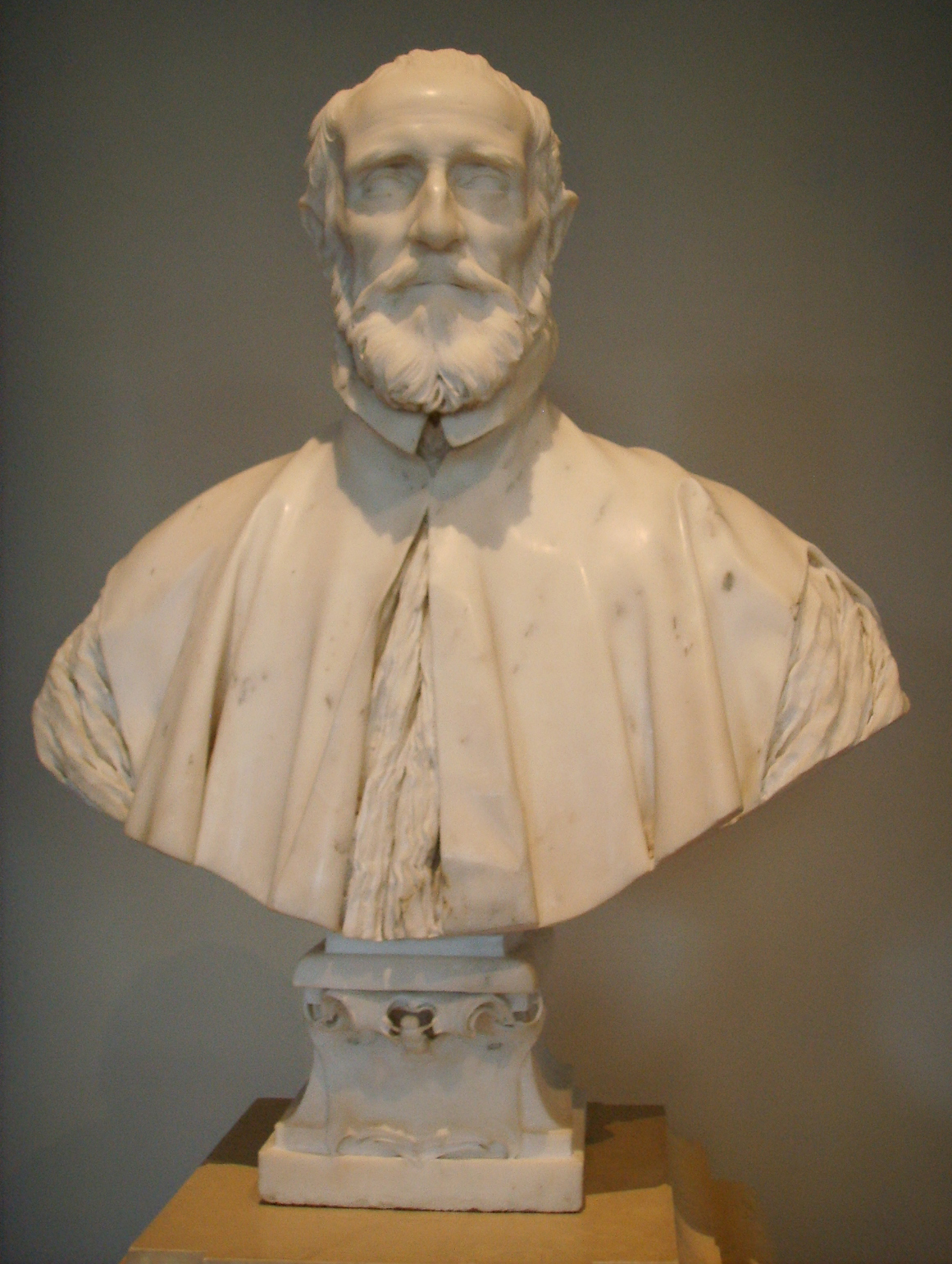
Büste des Francesco Barberini

### Boncompagni
Die Boncompagni-Ludovisi sind ein Patriziergeschlecht aus Bologna, das den Papst Gregor XIII. (1502–1585) stellte. Dieser stattete seinen natürlichen Sohn Giacomo 1578 mit dem Marchesat Vignola bei Modena aus, 1580 mit dem Ducato di Sora und 1583 mit dem Ducato Arce (beide heute Provinz Frosinone). Die Familie stieg damit zu Titularfürsten des Kirchenstaats auf.
1681 kam sie durch Heirat in den Besitz des reichsunmittelbaren Fürstentums Piombino bei Pisa, das sie bis 1815 souverän regierte.

Wappen Gregors XIII.
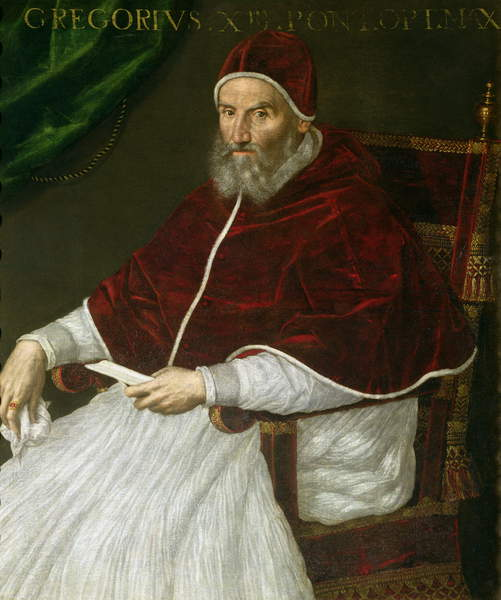
Ugo Buoncompagni (Papst Gregor XIII.), 1502–1585
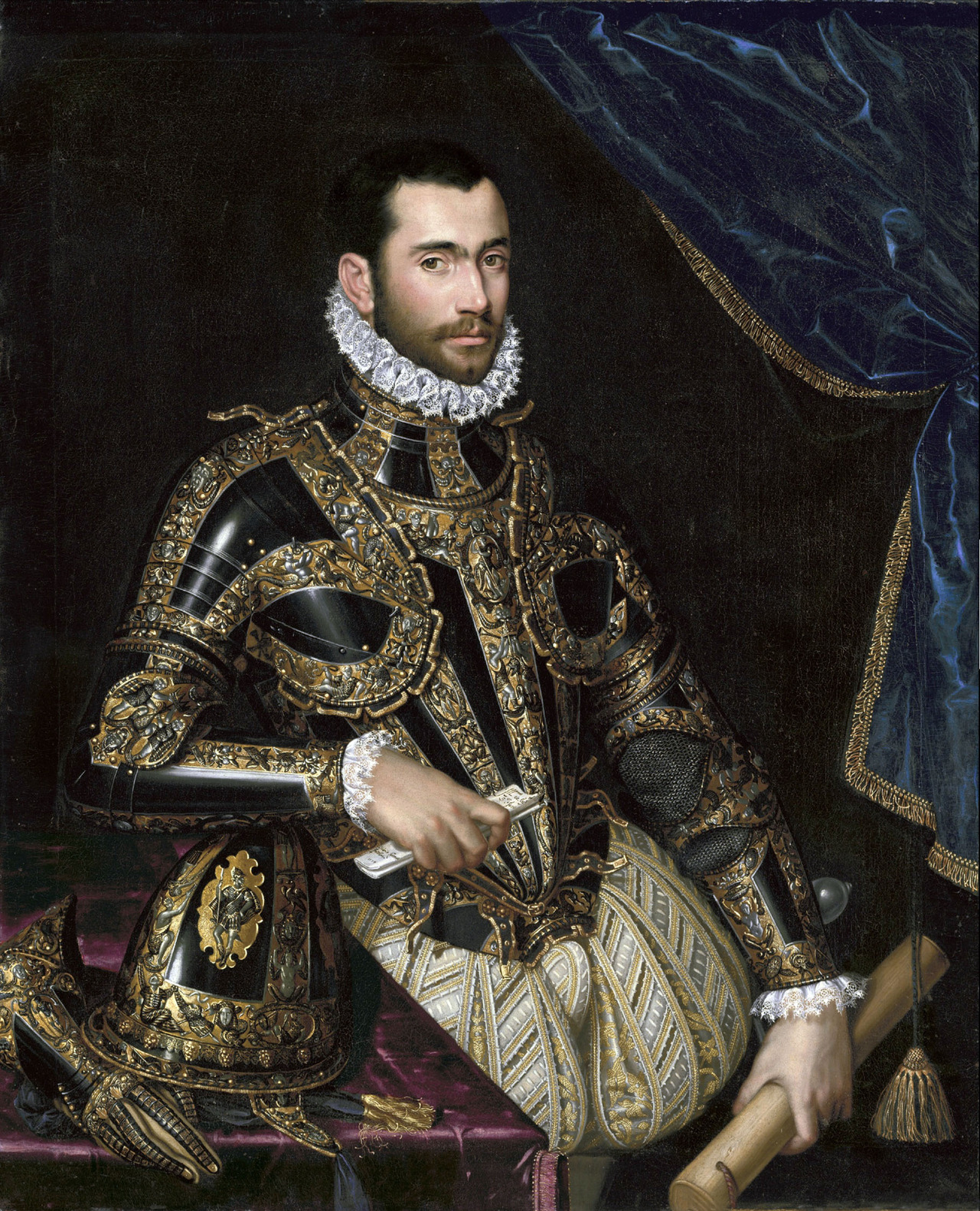
Giacomo Boncompagni, Sohn Gregors XIII., Herzog von Sora und Arce (1584–1612)

### Borghese
Borghese ist der Name eines römischen Adelsgeschlechts. Zum Hochadel zählt sie, seitdem Papst Paul V. Infant Ferdinand von Spanien mit dem Kardinalshut auszeichnete und Philipp III. von Spanien im Gegenzug dem Stammhalter der Borghese-Familie einen erblichen grandeza-Titel verlieh. Später erwarb sie fünf Fürsten- und vier Herzogstitel sowie zahlreiche weitere Titel. Aus dieser Familie gingen mehrere hochdekorierte Kardinäle hervor. Die Villa Borghese befindet sich in Rom, unmittelbar vor der Porta del Popolo und war der Sommerpalast des Borghesischen Fürstengeschlechts. Den Palazzo Borghese bewohnt die Fürstenfamilie bis heute. Die ebenfalls bis heute benutzte Grablege der Familie in der Cappella Paolina Borghesiana der Basilika Santa Maria Maggiore, in welcher auch Paul V. bestattet ist, gilt als die prächtigste Familienkapelle Roms.

#### Der Papst aus dem Hause Borghese

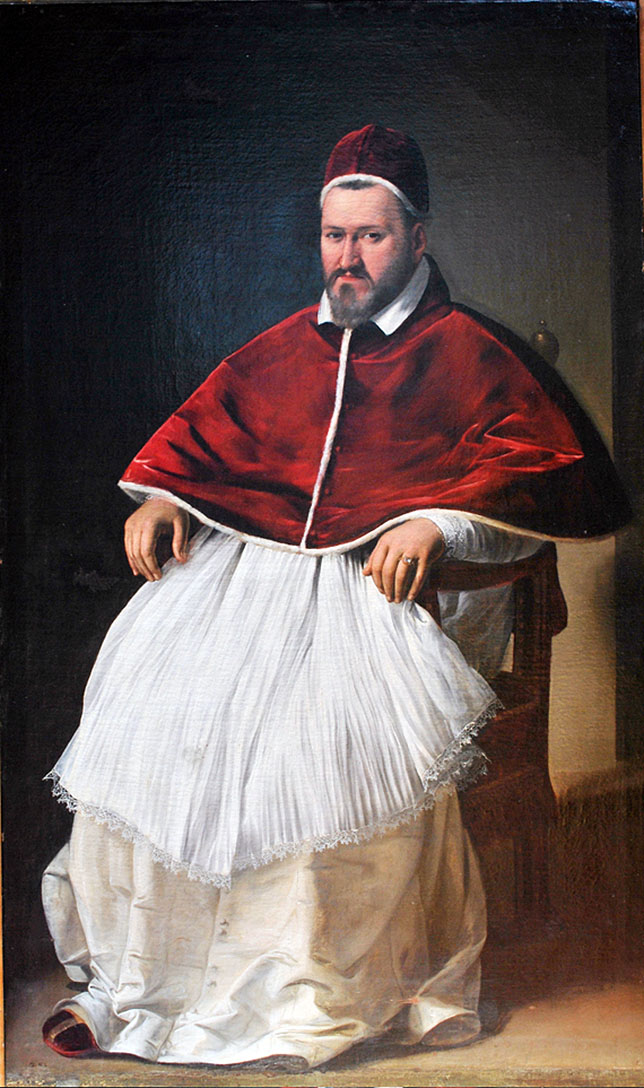
Paul V. (Camillo Borghese), Papst von 1605 bis 1621, auf einem Gemälde von Caravaggio

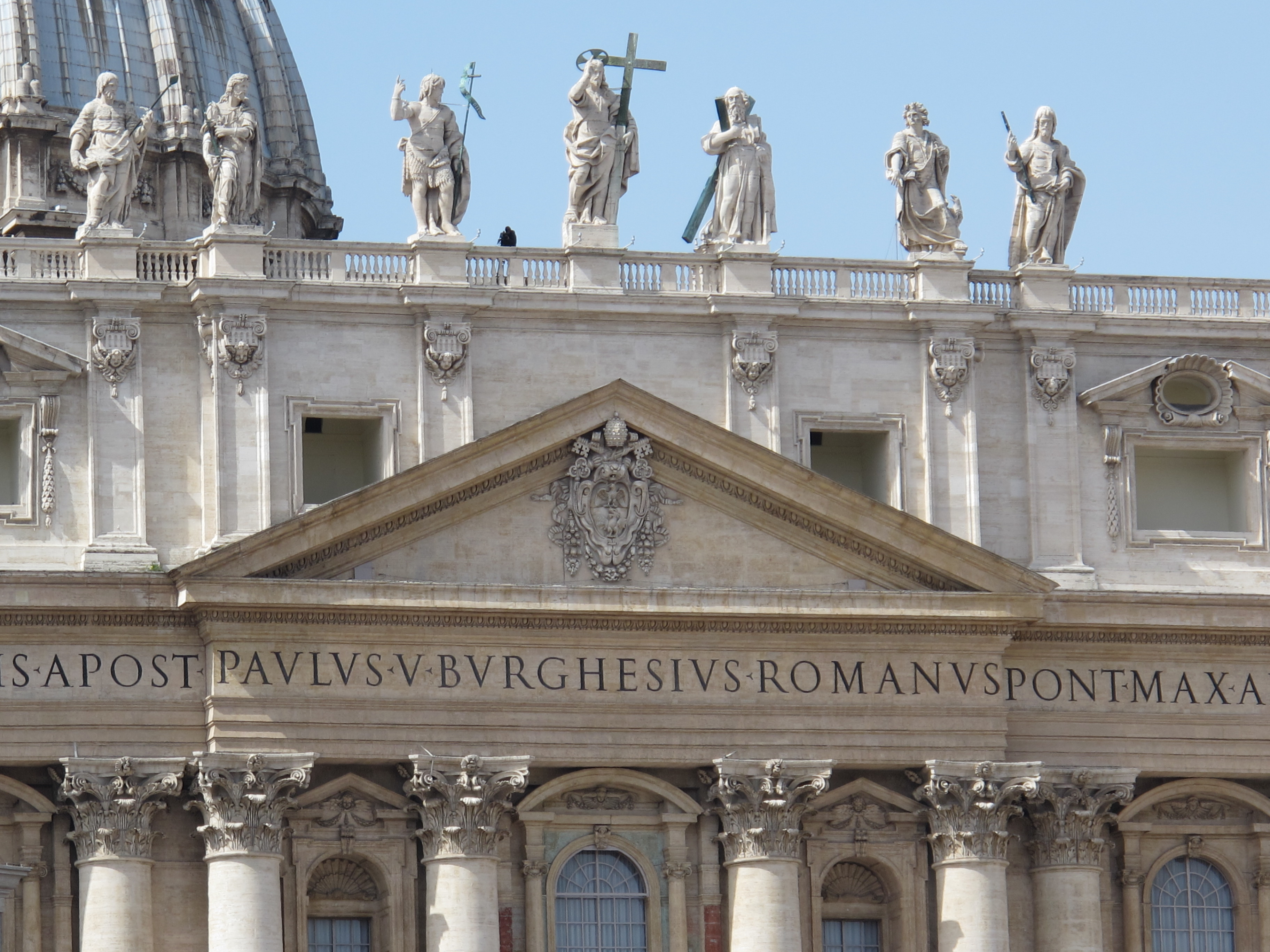
Das Borghese-Wappen als Papstwappen mit der Inschrift PAVLVS V. BVRGHESIVS über dem Portikus des Petersdoms in Rom

- Papst Paul V. (Camillo Borghese 1552–1621) wurde als Kompromisskardinal zum Papst gewählt. Er hielt an den Herrschaftsansprüchen der damaligen Päpste fest und verankerte seine Position und die seiner Familie durch den Nepotismus. Der Aufstieg am Papsthofe hatte somit für die Borgheses begonnen.

Camillo war der Sohn des Marc’Antonio Borghese und seiner zweiten Frau Flaminia Astelli, Onkel des Kardinals Scipione Caffarelli-Borghese und verwandt mit Kardinal Gaspare Mattei.

#### Kardinäle aus der Familie Borghese
- LENI, Giambattista (1573–1627) war ein entfernter Verwandter des Kardinals Scipione Caffarelli Borghese.
- CAFFARELLI-BORGHESE, Scipione (1577–1633) war Kardinalnepot von Paul V. und Begründer der Kunstsammlung in der Villa Borghese. Er war der Sohn des Marcantonio Caffarelli und der Ortensia Borges, seine Mutter war eine Schwester des Papstes Paul V. Scipione ist weitläufig mit Kardinal Giambattista Leni verwandt.
- MATTEI, Gaspare (1598–1650) war der Sohn des Mario Mattei, Herzog von Pagancia und der Prudenzia Ceni und mütterlicherseits weitläufig verwandt mit Papst Paul V.
- BORGHESE, Pietro Maria (1599–1642) war der Neffe eines Cousins des Papstes Paul V.
- BORGHESE, Francesco Scipione Maria (1697–1759) steht in einer weitläufigen Verwandtschaft zum Hause Borghese.
- BORGHESE, Scipione (1734–1782) war Camerlengo des Kardinalskollegiums im Jahre 1778.

Wappen Pauls V.
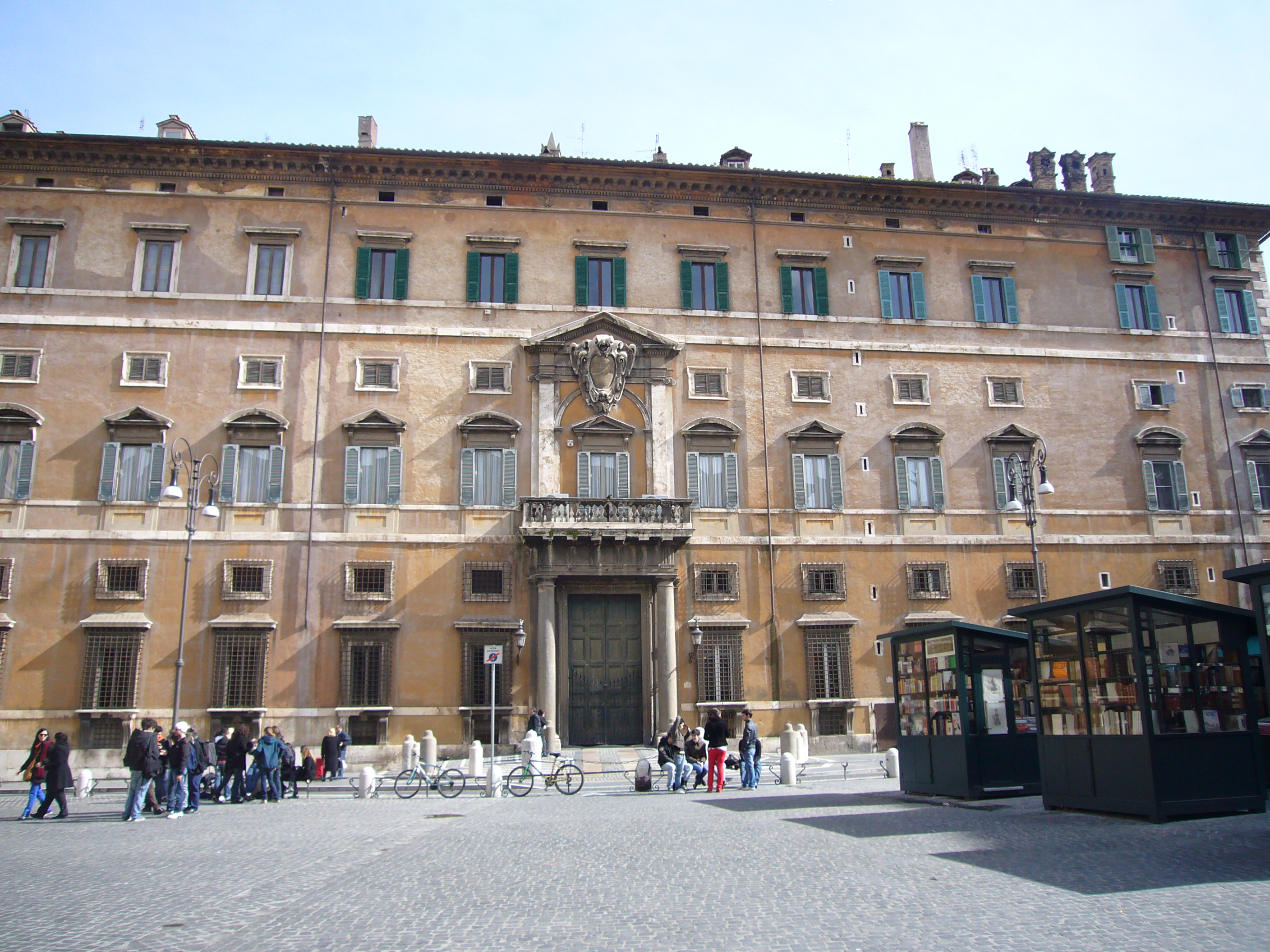
Palazzo Borghese, Rom
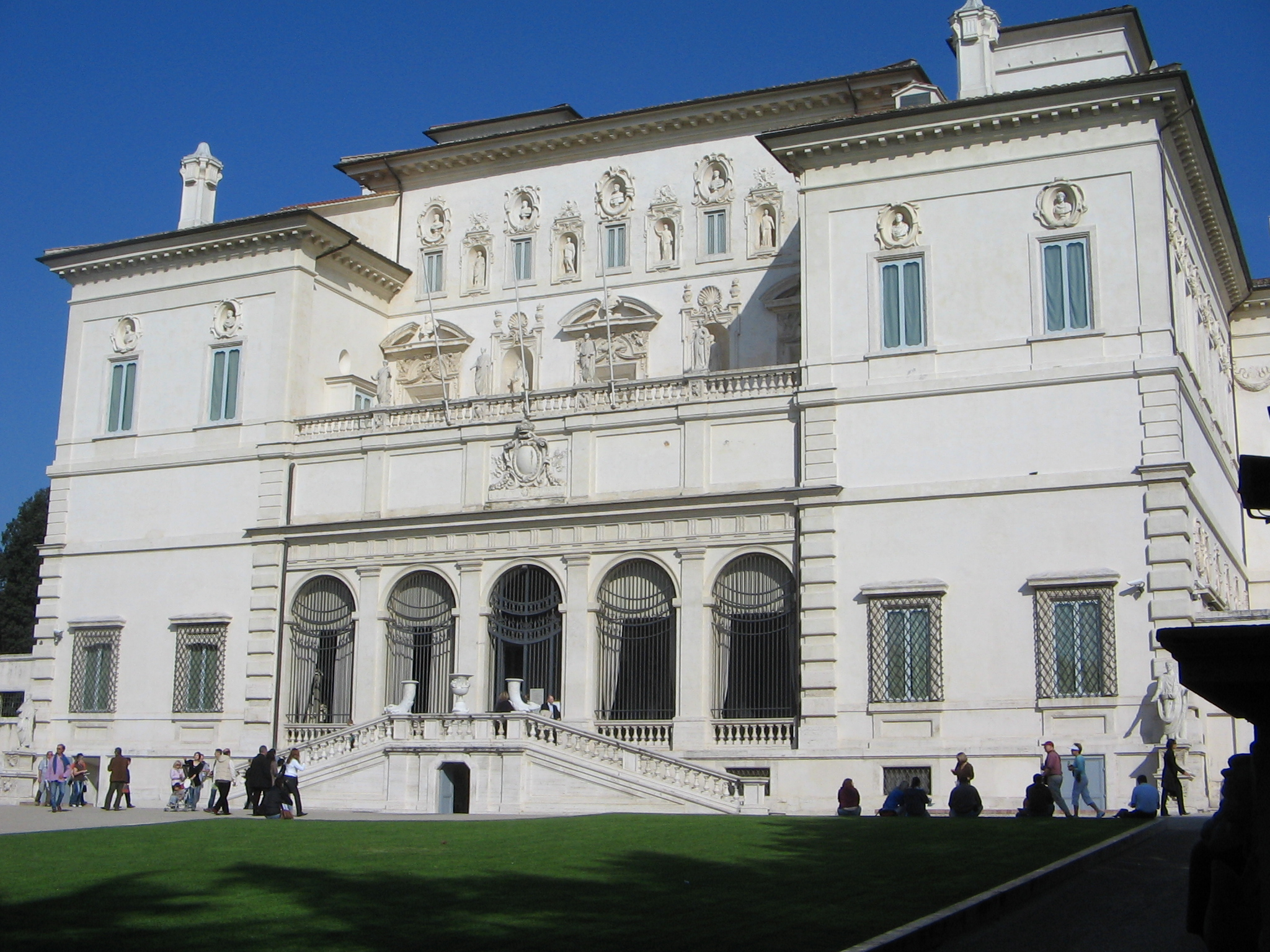
Villa Borghese (Rom)

### Borgia
Die Borgias waren eine aus Spanien stammende Adelsfamilie. Nachdem Alfonso Borgia 1455 zum Papst gewählt wurde, begann die Herrschaft der Borgias auf dem Heiligen Stuhl. Schon vor seiner Wahl zum Papst förderte er die Karrieren seiner Neffen. Später wurde Rodrigo de Borgia zum Papst gewählt, wobei es sich hierbei um Simonie (Ämterkauf) handelte, was zu der damaligen Zeit durchaus üblich war. Um etwa 1500 wechselte die Familie die spanische Form Borja in die italienische Form Borgia. Deshalb verblieben auch unterschiedliche Schreibweisen.

#### Päpste aus dem Hause Borgia (Borja)
- Papst Calixt III. (Alonso de Borja) aus Valencia stand als junger Adeliger und Rechtsgelehrter in den Diensten des spanischen Königs Alfons V. In dieser Zeit gelang es Alonso de Borja den Gegenpapst Clemens VIII. zum Verzicht zu bewegen. Daraufhin verlieh ihm der König das Erzbistum Valencia und Papst Eugen IV. ernannte ihn 1444 zum Kardinal, am 8. April 1455 wurde er zum Papst gewählt.

Sein Bild wird stark durch Nepotismus großen Stils geprägt. Er war der Sohn des Landadeligen Domingo de Borgia und der Francina Llancol. Er war der Onkel der Kardinäle Luis Juan del Milà und Rodrigo de Borja y Borja, des späteren Papstes Alexander VI. sowie Großonkel des Kardinals Cesare Borgia.
- Papst Alexander VI. (Rodrigo de Borja y Borja), der am 11. August 1492 zum neuen Papst gewählt wurde, hatte einen Plan: er wollte sich und seiner Familie im Namen der Kirche die unangefochtene Herrschaft in Italien sichern und ein Imperium aufbauen, das noch den Nepotismus seiner Vorgänger übertreffen sollte. Sieben Kinder hatte Alexander VI. und war der erste Papst, der dieses unumwunden öffentlich erklärte. Aus seinem eheähnlichen Zusammenleben mit Vanozza de’ Cattanei machte er keinen Hehl. Er hegte und pflegte seine Familie und gründete eine Dynastie, die über seinen Tod hinaus in den höchsten Rängen des europäischen Adels Bestand haben sollte.

Er war der Sohn des Jofré de Borja i Escricà und der Isabel de Borja. Seine Mutter war die Schwester des Papstes Calixt III. Sein Vater war der Vetter des Kardinals Luis Juan del Milà. Der Papst ist der leibliche Vater des Kardinals Cesare Borgia, Großonkel der Kardinäle Juan de Borja Lanzol de Romani, Pedro Luis de Borja Lanzol de Romani und Francisco Lloris de Borja. Weiterhin ist er der Ur-Ur-Großvater des Kardinals Rodrigo Luis de Borja y de Castre-Pinós.

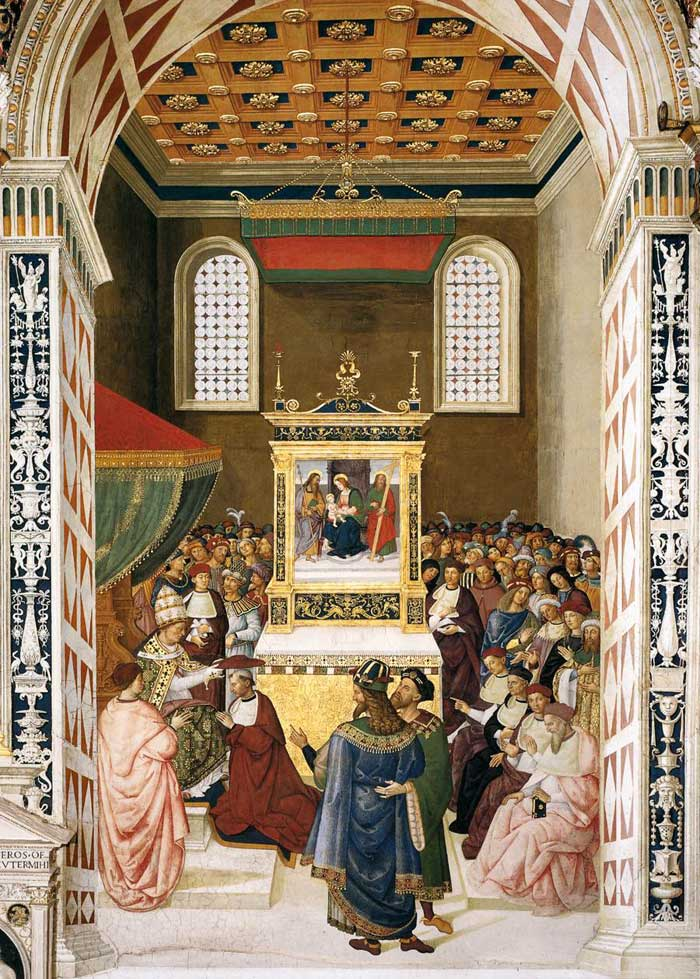
Calixt III. ernennt Enea Silvio Piccolomini zum Kardinal – Fresko von Pinturicchio
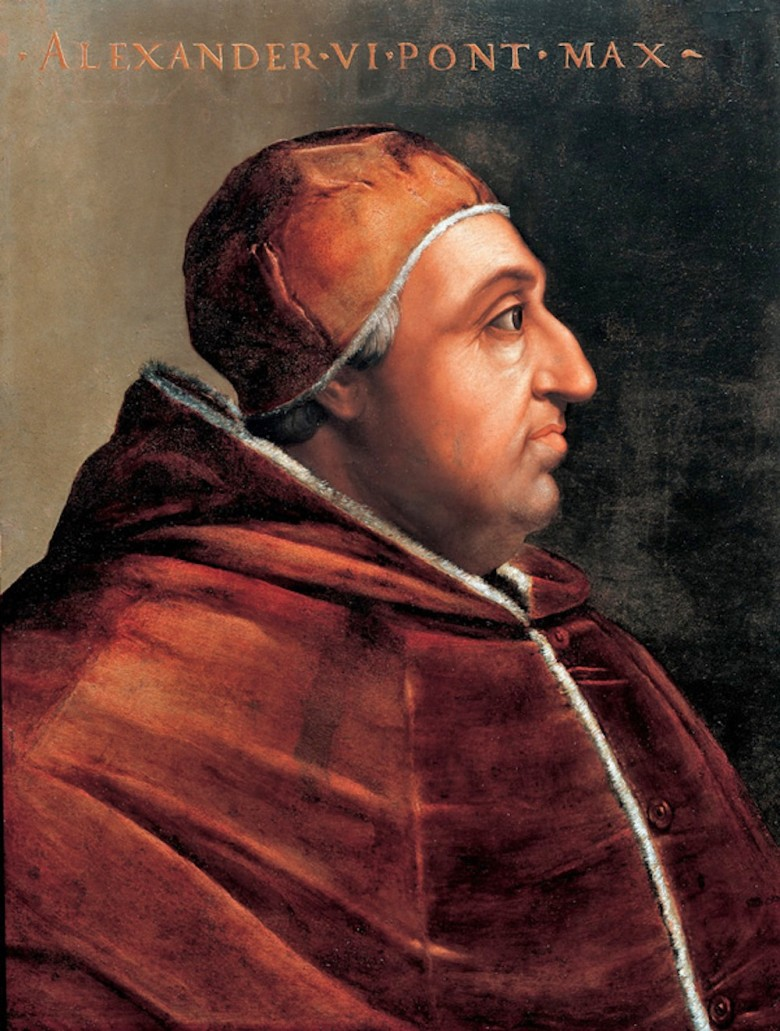
Papst Alexander VI.

#### Kardinäle aus der Adelsfamilie Borgia
- BORJA, Francisco de (1441–1511) war Kardinal von Cosenza und bekleidete unter Papst Alexander VI. in Rom ein hohes Kirchenamt. Er wurde 1495 zum Bischof von Teano und 1499 zum Erzbischof von Cosenza ernannt und geweiht und 1500 in pectore zum Kardinal erhoben.
- BORJA LANZOL DE ROMANÍ, (der Ältere) Juan de (1446–1503) war der Sohn des Galcerán de Borja y Moncada und der Tecla Navarro de Alpicat. Sein Vater war der Cousin des Papstes Alexander VI., er ist der Cousin der Kardinäle Juan de Borja Lanzol de Romani, Pedro Luis de Borja Lanzol de Romani und Juan Castellar y de Borja. Vater des illegitimen Sohnes Galcerán.
- BORJA LANZOL DE ROMANÍ, (der Jüngere) Juan (1470–1500) war das zweite der acht Kinder des Jofré de Borja Lanzol, 9. Baron von Villalonga und der Juana de Moncada. Ur-Großneffe des Papstes Calixt III., Großneffe des Papstes Alexander VI. (mütterlicher Seite), Cousin des Kardinals Juan de Borja Lanzol de Romani, Bruder des Kardinals Pedro Luis de Borja Lanzol de Romani und Cousin des Kardinals Cesare Borgia. Man bezeichnete ihn auch als den Kardinal Borgia.
- BORJA, Francisco Lloris y de (1470–1506) war der Neffe des Papstes Alexander VI. Er wurde 1498 zum Bischof von Terni geweiht und gab dieses Amt 1499 auf. Seit 1503 war er Bischof von Die und wurde 1503 durch seinen Onkel zum Kardinal in pectore erhoben.
- BORJA LANZOL DE ROMANÍ, Malteserorden (O.S.Io.Hieros.), Pedro Luis (1472–1511); Bruder des oben Genannten.
- BORGIA, Cesare (1475–1507) war der älteste leibliche Sohn des Rodrigo de Borja und späteren Papstes Alexander VI. und der Vanozza de Catanei. Er ist Großneffe des Papstes Calixt III., Cousin der Kardinäle Juan und Pedro de Borja Lanzol de Romani und Schwager des Kardinals Amanieu d’Albret. 1498 wurde er die erste Person in der Kirchengeschichte, die das Kardinalat niederlegte.[7]
- BORJA Y ARAGÓN, Enrique de (1518–1540) war der Sohn des Juan II. de Borja y Enríquez, 3. Herzog von Gandía und seiner ersten Ehefrau Juana de Aragón. Sein Bruder war der dritte Ordensgeneral der Jesuiten, der Heilige Francisco de Borja y de Aragón[8]
- BORJA Y DE CASTRE-PINÓS, Rodrigo Luis de (1524–1537) war der Sohn des Juan II. de Borja y Enríquez, 3. Herzog von Gandía und seiner zweiten Ehefrau Francisca de Castro y de Pinós. Er ist der Halbbruder des oben Genannten.
- BORJA Y DE VELASCO, Gaspar de (1580–1645) war der Sohn des Francisco II. Thomas de Borja (Borgia) y Centellas, 6. Herzog von Gandía und der Juana Enríquez de Velasco y de Aragón.
- BORJA-CENTELLES Y PONCE DE LEÓN, Francisco Antonio de (1659–1702) und BORJA-CENTELLES Y PONCE DE LEÓN, Carlos de (1663–1733) waren die Söhne des 9. Herzogs von Gandía.
- BORGIA, Stefano (1731–1804) ist ein weitentferntes Mitglied der verzweigten Adelsfamilie de Borgia.

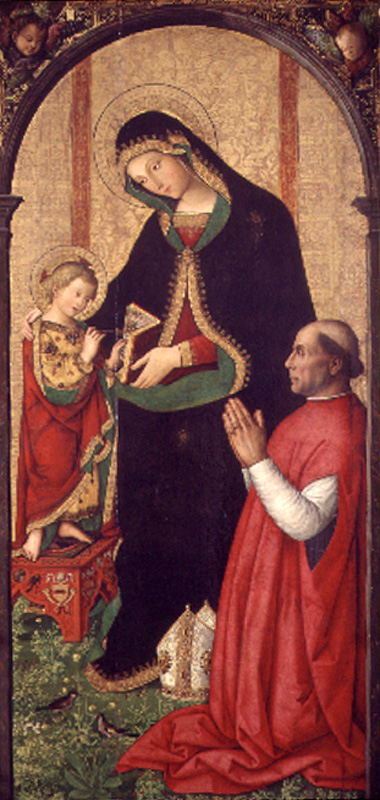
Kardinal Francisco de Borja (1500)
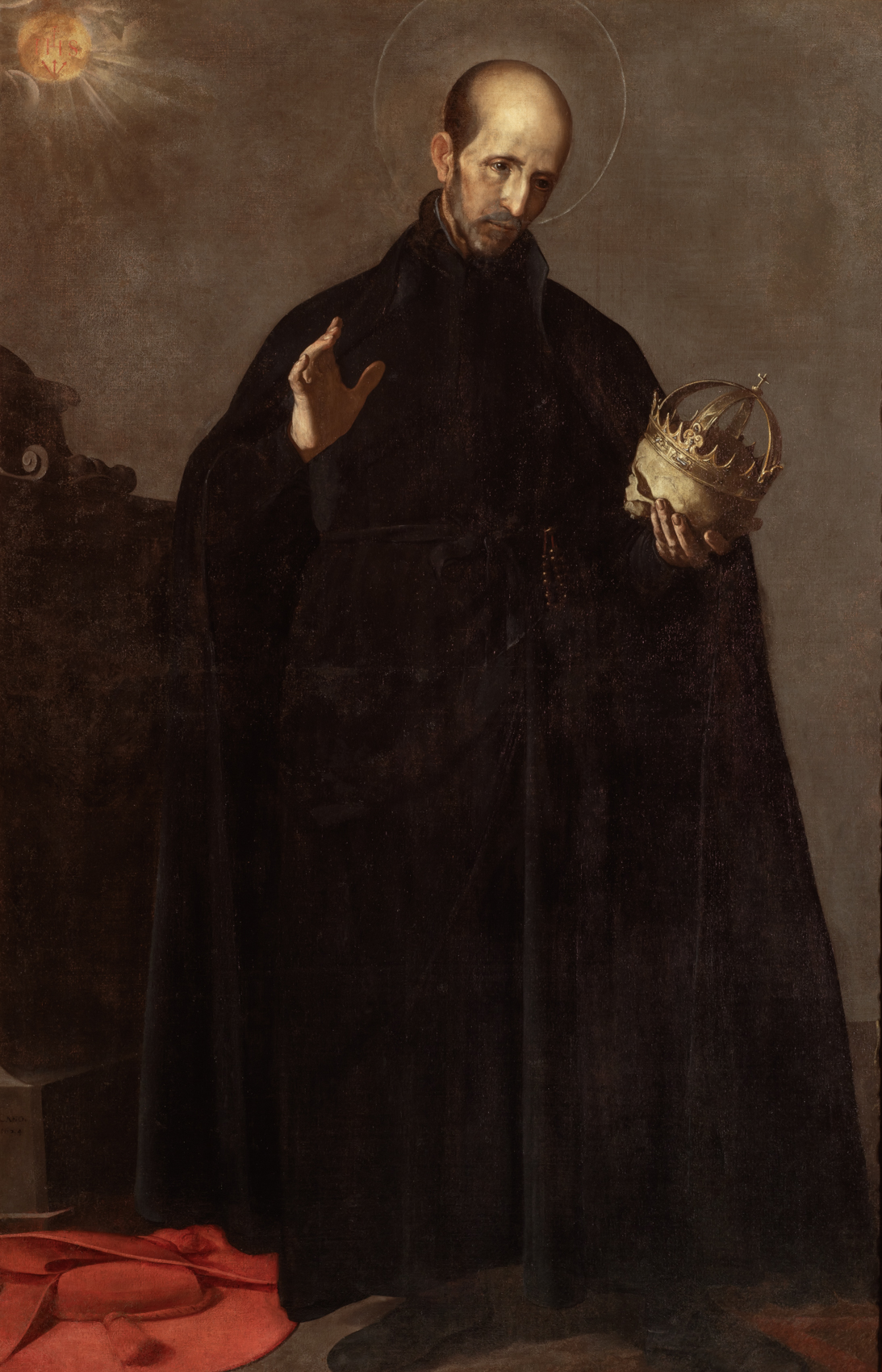
Herzog von Gandía, Kardinal Francisco de Borja (1543)

Zur Familie der Borja gehörte auch: Der Heilige BORJA, Francesco de (1510–1572), er war der Urenkel des Papstes Alexander VI. (väterlicherseits) und des Königs Ferdinand II. von Aragón (mütterlicherseits). Nach dem Tod seines Vaters 1543 folgte ihm Francesco de Borja als Herzog von Gandía, als drei Jahre später seine Ehefrau starb, verzichtete er auf alle weltlichen Titel zugunsten seines ältesten Sohnes und trat in den Jesuitenorden ein, hier empfing er 1551 die Priesterweihe. Er war kein Kardinal.

### Caetani
Die Caetanis waren ein römisches Adelsgeschlecht, welches auch unter dem Namen Gaetani oder Cajetani bekannt war. Ihr Name leitet sich von der Stadt Gaeta ab. Der Aufstieg in die kirchliche Hierarchie begann mit Benedetto Caetani, der 1294 zum Papst Bonifatius VIII. gewählt wurde und setzte sich mit der Erhebung mehrerer Familienmitglieder zu Kardinälen, die hohe Kirchenämter mit Schlüsselfunktionen bekleideten, fort.

#### Der Papst aus der Familie der Caetani
- Papst Bonifatius VIII. (Benedetto Caetani) wurde in Neapel zum Papst gewählt und kehrte unmittelbar nach Rom zurück. Er vertrat die Auffassung, dass das Papsttum allen Institutionen der Welt übergeordnet sei. Seine weltliche und kirchliche Politik war durch den Untergang der Staufer und den Konflikt mit Frankreich geprägt. Der übersteigerte Machtanspruch an die politischen Kräfte war gescheitert und der Niedergang der päpstlichen Autorität wurde eingeläutet.

Benedetto Caetani war der Sohn des Lofredo (auch Roffredo) und der Emilia Patrasso di Guarcino. Er war verwandt mit den Kardinälen Aldobrandino Gaetani und Leonardo Patrasso und dem vorgesehenen Kardinal Andrea Conti. Er war der Onkel der Kardinäle Benedetto Caetani iuniore, Giacomo Tomassi-Caetani und Francesco Caetani.

Familienwappen der röm. Adelsfamilie Caetani
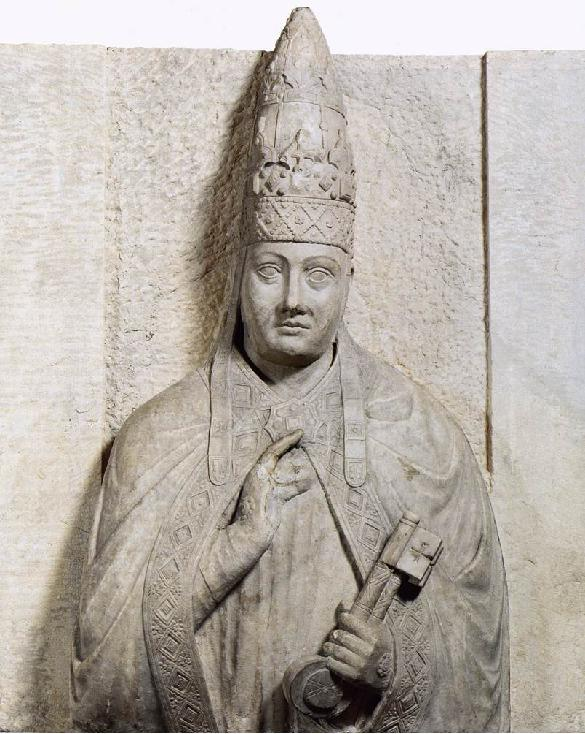
Papst Bonifatius VIII.

#### Kardinäle aus der Familie Caetani
- CAETANI, Aldobrandino oder Ildebrando (?–1223) war der Sohn des Orso Caetani, er war verwandt mit dem Papst Bonifatius VIII. und den Kardinälen Benedetto Caetani, Giacomo Tomassi-Caetani und Francesco Caetani.
- CAETANI, (der Jüngere) Benedetto (?–1296) war der Sohn des Giacomo Caetani und Neffe von Papst Bonifatius VIII. Er war verwandt mit den Kardinälen Alibrando Caetani, Giacomo Tomassi-Caetani und Francesco Caetani.
- CONTI, OFM, Andrea (etwa 1240–1302) war ein Neffe des Papstes Alexander IV. und ein weit entfernter Cousin des Papstes Bonifatius VIII., der ihn 1295 zum Kardinalspriester erheben wollte, Conti lehnte allerdings diese Ernennung ab.
- CAETANI, Francesco (etwa 1256–1317) war der Sohn des Goffredo (auch Roffredo) Caetani und der Elisabetta Orsini. Er war der Neffe des Papstes Bonifatius VII. (väterlicherseits), Cousin des Kardinals Giacomo Tomassi-Caetani. Er war weiterhin verwandt mit den Kardinälen Alibrando Caetani und Benedetto Caetani (dem Jüngeren).
- CAETANI, Antonio (etwa 1360–1412) entstammte der Adelsfamilie des Grafen von Fondi und war bekannt unter der Bezeichnung als Kardinal und Patriarch von Aquileja. Er war mit Papst Bonifatius VIII. und den Kardinälen Niccolò Caetani, Enrico Caetani, Bonifazio Caetani, Antonio Caetani (Kardinal, 1566)|Antonio Caetani und Luigi Caetani verwandt.
- CAETANI, Enrico (1550–1599) entstammte der neapolitanischen Patrizierfamilie des Bonifacio Caetani, Herr von Sermoneta, und der Caterina Pio di Capri. Er ist ein Nachkomme aus der Familie des Papstes Bonifatius VIII., Neffe des Kardinals Niccolò Caetani, Onkel der Kardinäle Bonifacio Caetani und Antonio Caetani (Kardinal, 1566)|Antonio Caetani, Großonkel des Kardinals Luigi Caetani.
- CAETANI, Niccolò (1526–1585) war der Sohn des Camillo Caetani, 3. Herzog von Sermoneta, Cousin des Papstes Paul III. und seiner zweiten Ehefrau Flaminia Savelli. Bereits im Alter von 10 Jahren empfing er die Kardinalswürde. Er stammt aus der Familie des Papstes Bonifatius VIII., er ist der Onkel des Kardinals Enrico Caetani, Großonkel der Kardinäle Bonifacio Caetani und Antoni Ceatani und Ur-Großonkel des Kardinals Luigi Caetani.
- CAETANI, (der Jüngere) Antonio (1566–1624) war der Sohn des Onorato Caetani aus dem Hause des Herzogs von Sermoneta und der Agnesina Colonna di Paliano. Er war verwandt mit dem Papst Bonifatius VIII., Großneffe des Kardinals Niccolò Caetani, Neffe des Kardinals Enrico Ceatani, Cousin des Kardinal Ascanio Colonna und Onkel des Luigi Caetani.
- CAETANI, Bonifazio (1567–1617) war der Bruder des o. g. Antonio Caetani (Kardinal, 1566)|Antonio Caetani.
- CAETANI, Luigi (1595–1642) war der Sohn des Filippo I. Caetani, Herzog von Sermoneta und der Camilla Gaetani dell’Aquila d’Aragona aus dem Hause des Grafen von Traetto. Er war verwandt mit dem Papst Bonifatius VIII., Ur-Großneffe des Kardinals Niccolò Caetini, Großneffe des Kardinals Caetani und Neffe der Kardinäle Bonifatio und Antonio Caetani (Kardinal, 1566)|Antonio Caetani.

### Castiglione
Die Castiglione sind ein lombardisches Adelsgeschlecht.

Wappen von Papst Coelestin IV.
Wappen von Papst Pius VIII.

#### Die Päpste aus der Familie der Castiglione
- Papst Coelestin IV. (Goffredo da Castiglione) († 1241) aus Mailand, Neffe von Papst Urban III. von seiner Mutter Seite, 18. September 1227 Kardinalpriester von San Marco, 1239 Kardinal-Bischof von Sabina, 25. Oktober–10. November 1241 Papst Coelestin IV. Er war der erste Papst, der in einem Konklave gewählt wurde.

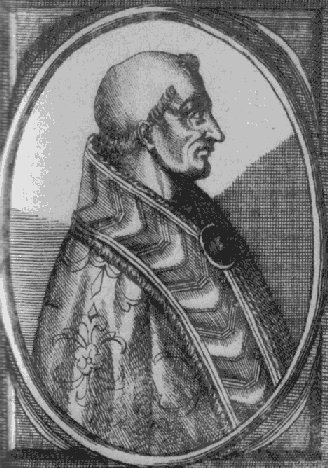
Papst Coelestin IV.

- Papst Pius VIII. (Francesco Saverio Castiglioni) (1761–1830) aus Cingoli (Ancona), 17. Dezember 1785 Priesterweihe, 17. August 1800–1816 Bischof von Montalto, 8. März 1816–1821 Bischof von Cesena, 29. April 1816 Kardinalpriester von Santa Maria in Traspontina, 13. August 1821 Kardinal-Bischof von Frascati, 14. November 1821–1829 Kardinalgroßpönitentiar und Indexpräfekt, 31. März 1829–30. November 1830 Papst Pius VIII. Er galt als gemäßigt konservativ, aber den Anforderungen der Moderne gegenüber aufgeschlossen. Sein Grabmal in St. Peter stammt vom Bildhauer Fabris und zeigt ihn kniend über der Sakristeitür. Es zeigt ihn betend zwischen den Statuen der Gerechtigkeit (mit Waage) und der Klugheit (mit Buch und Schlange).

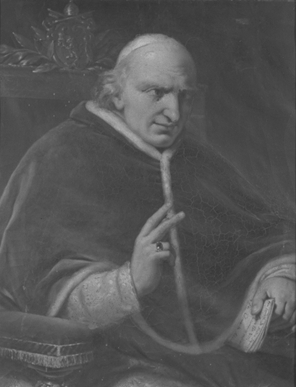
Papst Pius VIII.

Der heilige Bernhard von Clairvaux (um 1090–1153) entstammte der Familie der Herren von Châtillon-sur-Seine und wurde im Jahre 1174 heiliggesprochen. Im Jahr 1830 wurde er von Papst Pius VIII. zum Kirchenlehrer ernannt. Dieser Papst gehörte dem Adelsgeschlecht Castiglione an und war ein starker Gegner des Nepotismus. Während seines Pontifikates machte man also den Vorschlag, Bernhard von Clairvaux zum Kirchenvater zu erheben. Als aber jemand bemerkte, der heilige Bernhard gehöre derselben Familie wie der Papst an, da die Chatillon in Frankreich und die Castiglione in Italien nur verschiedene Zweige desselben „erlauchten Hauses“ seien, wurde die Sache eingestellt. Erst später wurde sie wieder aufgenommen und unter seinem Pontifikat zu einem erfolgreichen Ende gebracht.
Papst Pius VIII. machte seinen Bruder Filippo (1774–1846) zum „Patrizier von Rom“. Dessen Sohn Gianstefano (1814–1883), Gonfaloniere von Cingoli, wurde 1852 von Papst Pius IX. zum „Marchese del Botontano“ erhoben. Gianstefanos Schwester Rodegonda Nazzarena (* 1810) heiratete Nob. Giovanni Benigni di Appignano, dessen Mutter Isabella Mastai Feretti die Schwester von Papst Pius IX. (1846–1878) gewesen ist. Gianstefanos Tochter Maria Antonia (* 1854) heiratete den Florentiner Giuseppe Migliorati di San Miniato, aus dessen Familie die Mutter von Papst Benedikt XV. (1914–1922) stammte.

#### Kardinäle aus der Adelsfamilie Castiglione
- Branda Castiglione (1350–1443), Professor des Kirchenrechts an der Universität Pavia, 1404–1408 Bischof von Piacenza, 1409 Teilnehmer am Konzil von Pisa, 1410–1414 Gesandter von Papst Johannes XXIII. bei König Sigismund, seit 1411 Kardinalpriester von San Clemente, 1412–1424 Bischof und Graf von Veszprém (Weißenbrunn/Ungarn), 1417 Teilnehmer am Konzil von Konstanz, 1421–1425 Legat in den Kriegszügen gegen die Hussiten; 1421 zum Reformator generalis für ganz Deutschland ernannt; 1432–1434 Teilnehmer am Konzil von Basel. Rege Bautätigkeit in seiner Heimatstadt Castiglione Olona (Provinz Varese). Gründung eines Kollegs für mittellose Studenten in Pavia.
- Giovanni Castiglione (1420–1460), 2. September 1444 Bischof von Coutances, Frankreich, 3. Oktober 1454 Bischof von Pavia, 1456 Kardinal, 9. März 1457 Kardinalpriester von San Clemente.
- Francesco Abbondio Castiglioni (1523–1568), aus Mailand, 9. Januar 1562 Bischof von Bobbio, 1562/63 Teilnehmer am Konzil von Trient, 12. März 1566 Kardinal, 8. Februar 1566 Kardinaldiakon von San Nicola in Carcere.
- Giovanni Castiglione (1742–1815), 1801 Kardinal, 17. Januar 1803 Kardinaldiakon von Santa Maria in Domnica, 1804 Teilnahme an der Krönung von Kaiser Napoleon I., 31. August 1808 Bischof von Osimo und Cingoli.

### Colonna
Die Colonna waren ein bedeutendes römisches Adelsgeschlecht. Sie übten durch ihren Reichtum und verzweigten Gebietsbesitze, deren Mittelpunkt die Stadt Palestrina bildete, einen bedeutenden Einfluss auf den Kirchenstaat und den Papst aus.

#### Der Papst aus der Familie der Colonna
- Papst Martin V. (Oddo Colonna) wurde 1431 auf dem Allgemeinen Konzil von Konstanz zum Papst gewählt. Damit endete das seit 1378 anhaltende abendländische Schisma. Er übernahm die Leitung des Konzils und führte mit strenger Hand die Rückkehr nach Rom und den Wiederaufbau des Kirchenstaates durch. Das Papsttum gewann neues Ansehen, doch kam die notwendige Reform nicht zum gewünschten Erfolg. Papst Martin V. war der Sohn des Agapito Colonna, Herr von Genazzano und Valmontone. Sein Vorname wird auch mit Oddo, Odone, Otto und Ottone beschrieben. Er ist der Onkel des Kardinals Prospero Colonna und der Großonkel des Kardinals Giovanni Colonna.[10]

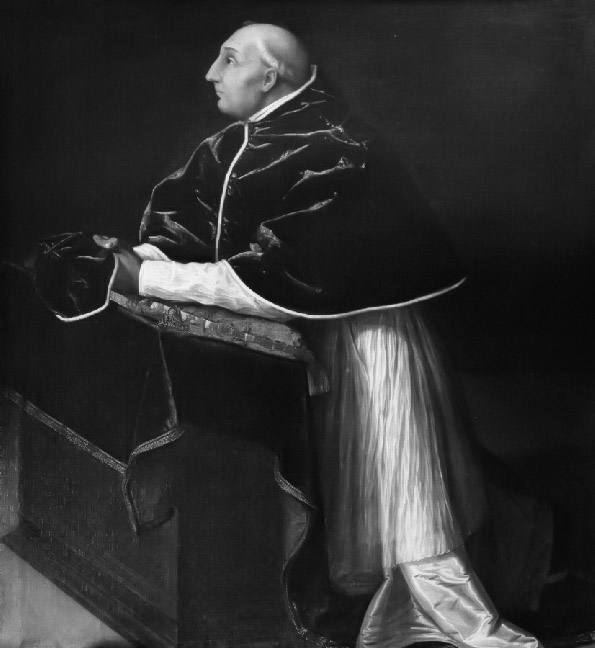
Papst Martin V.
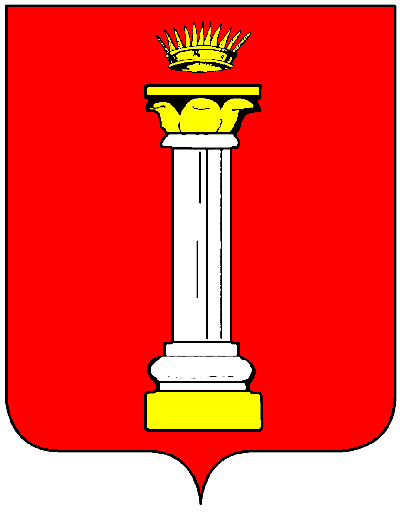
Wappen der Familie Colonna

#### Kardinäle aus der Adelsfamilie Colonna
- COLONNA, Giovanni (?–1245) war der Sohn des Oddone Colonna, Herr von Colonna, Monteporzio, Zagarolo, Gallicano und Palestrina.
- COLONNA, Giacomo (etwa 1250–1318) war der Sohn des Giordano Herr von Colonna und der Francesca Conti, er war der Onkel des Kardinals Pietro Colonna und Großonkel des Kardinals Giovanni Colonna.
- COLONNA, Pietro (etwa 1260–1326) war der Sohn des Giovanni Colonna, Neffe des Kardinals Giacomo Colonna und Onkel des Kardinals Giovanni Colonna.
- COLONNA, Giovanni (etwa 1295–1348) war der Sohn des Stefano Colonna il Vecchio und der Insula Calcedonio, Großneffe des Kardinals Giacomo Colonna und Neffe des Kardinals Pietro Colonna.
- COLONNA, Agapito (?–1380) nannte sich auch Sciarratta und ist der Sohn des Pietro Colonna. Er ist der Bruder des Kardinals Stefano Colonna.
- COLONNA, Stefano (?–1378 oder 1379) nannte sich ebenfalls Scarretta und war der Bruder des Agapito.
- COLONNA, Prospero (etwa 1410–1463) war das fünfte Kind des Grafen Lorenzo Onofrio Colonna und der Sveva Caetani.
- COLONNA, Giovanni (1456–1508) war der Sohn des Prinzen und Chef des Hauses Antonio Colonna und seiner dritten Ehefrau. Er ist der Großneffe des Papstes Martin V. und Neffe des Kardinals Prospero Colonna.
- COLONNA, Pompeo (1479–1532) war der Sohn des Girolamo Colonne und der Vittoria Conti. Sein Vorname wird auch als Pompeio beschrieben. Er ist der Großonkel des Kardinals Marco Antonio Colonna.
- COLONNA, Senior, Marco Antonio (1523–1597) war der Sohn des Camillo Colonna und der Vittoria Colonna sowie Großneffe des Kardinals Pompeo Colonna.
- COLONNA, Ascanio (1560–1608) stammte aus der Linie der Colonna-Paliano. Sein Vater ist Marc’Antonio Colonna, Herzog von Paliano, seine Mutter ist Felicia Orsini.
- COLONNA, Girolamo (1604–1666) war der Sohn des Filippo I. Colonna, 6. Herzog und Prinz von Paliano und der Lucrezia Tomacelli. Er war der Onkel der Kardinäle Gianfrancesco Guido di Bogno und Nicoló Guido di Bagno (mütterlicher Seite). Die Schwester seiner Mutter Anna Tomacelli war mit Taddeo Barberini verheiratet, dessen Brüder die Kardinäle Francesco Barbarini und Antonio Barberini waren (siehe oben).
- COLONNA, Carlo (1665–1739) war der Sohn des 8. Herzog von Paliano-Colonna und Großonkel der Kardinäle Marcantonio (Junior) und Pietro Pamfili.
- COLONNA, Prospero (1662–1743) kam aus dem Hause des Herzog von Sonnio (Colonna).
- COLONNA DI SCIARRA, Girolamo (1708–1763) kam aus dem Hause des Herzog Carbognano-Colonna und war der Sohn des Francesco Colonna und der Vittoria Salviati. Er war der Bruder des Kardinals Prospero Colonna di Sciarra und Großonkel des Kardinals Benedetto Barberini (siehe oben).
- COLONNA DI SCIARRA, Prospero (1707–1765) war der Bruder des Girolamo Colonna di Sciarra.
- COLONNA, (Junior), Marcantonio (1724–1793) war der Großneffe des Kardinals Carlo Colonna und Bruder des Pietro (Colonna) Pamphilj.
- PAMPHILJ, (COLONNA) Pietro (1725–1780) übernahm nach seiner Ernennung zum Kardinal den Namen seines Großvaters und wird auch als Pamphili oder Pamfili geschrieben. Er ist der Großneffe des Kardinals Carlo Colonna und der Bruder des Kardinal Marcantonio (Junior) Colonna.

### Conti
Die im Mittelalter bedeutende adelige Familie der Conti stellte vier Päpste und mehrere Kardinäle. Die Familie teilte sich in den Zweig Poli und den Zweig Valmontone auf, wo sie jeweils ihre Besitzungen hatten.

#### Conti Päpste
- Papst Innozenz III. (Lotario dei Conti di Segni) (1160/Anfang 1116–1216)
- Papst Gregor IX. (Ugolino dei Conti di Segni) (um 1167–1241), Neffe von Innozenz III.
- Papst Alexander IV. (Rinaldo Conti) (um 1199–1261), Neffe von Gregor IX.
- Papst Innozenz XIII. (Michelangelo Conti di Poli) (1655–1724)

#### Kardinäle mit dem Namen Conti

##### Ernannt von Innozenz III.
- Kardinal Giovanni dei Conti di Segni († 1213)
- Kardinal Ottaviano dei Conti di Segni († 1234)
- Kardinal Stefano Conti

##### Ernannt von Gregor IX.
- Kardinal Niccolò dei Conti di Segni († 1239)
- Kardinal Riccardo Annibaldeschi di Molaria

##### Ernannt von Innozenz XIII.
- Kardinal Bernardo Maria Conti (1664–1730), Kardinalgroßpönitentiar

##### Weitere Kardinäle der Familie Conti
- Kardinal Carlo Conti (1556–1615), Bischof von Ancona
- Kardinal Giannicolò Conti (1617–1698), Bischof von Ancona
- Kardinal Innocenzo Conti (1731–1785), Apostolischer Nuntius in Portugal

### Correr
Die Correr waren ein bedeutendes venezianisches Adelsgeschlecht.

#### Der Papst aus der Familie der Correr
- Papst Gregor XII. (Angelo Correr) wurde 1406 zum Papst gewählt. Sein Pontifikat war geprägt von der abendländischen Kirchenspaltung.

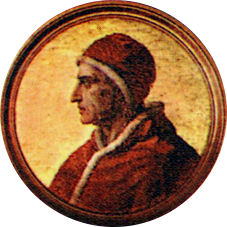
Papst Gregor XII.
Papstwappen Gregors XII.

#### Kardinäle aus der Adelsfamilie Correr
Nach seiner Wahl nahm er seine Neffen Antonio Correr und Gabriele Condulmer, den späteren Papst Eugen IV., mit nach Rom und ernannte sie zu Kardinälen.

### Corsini
Die Corsini waren ein Adelsgeschlecht aus Florenz.

#### Der Papst aus der Familie Corsini
- Papst Clemens XII. (Lorenzo Corsini, 1652–1740), wurde 1730 zum Kirchenoberhaupt gewählt. Zuvor seit 1706 Kardinal, hatte er sich in der päpstlichen Finanzverwaltung einen Namen gemacht. Er erwarb 1730 den heutigen Palazzo Corsini.

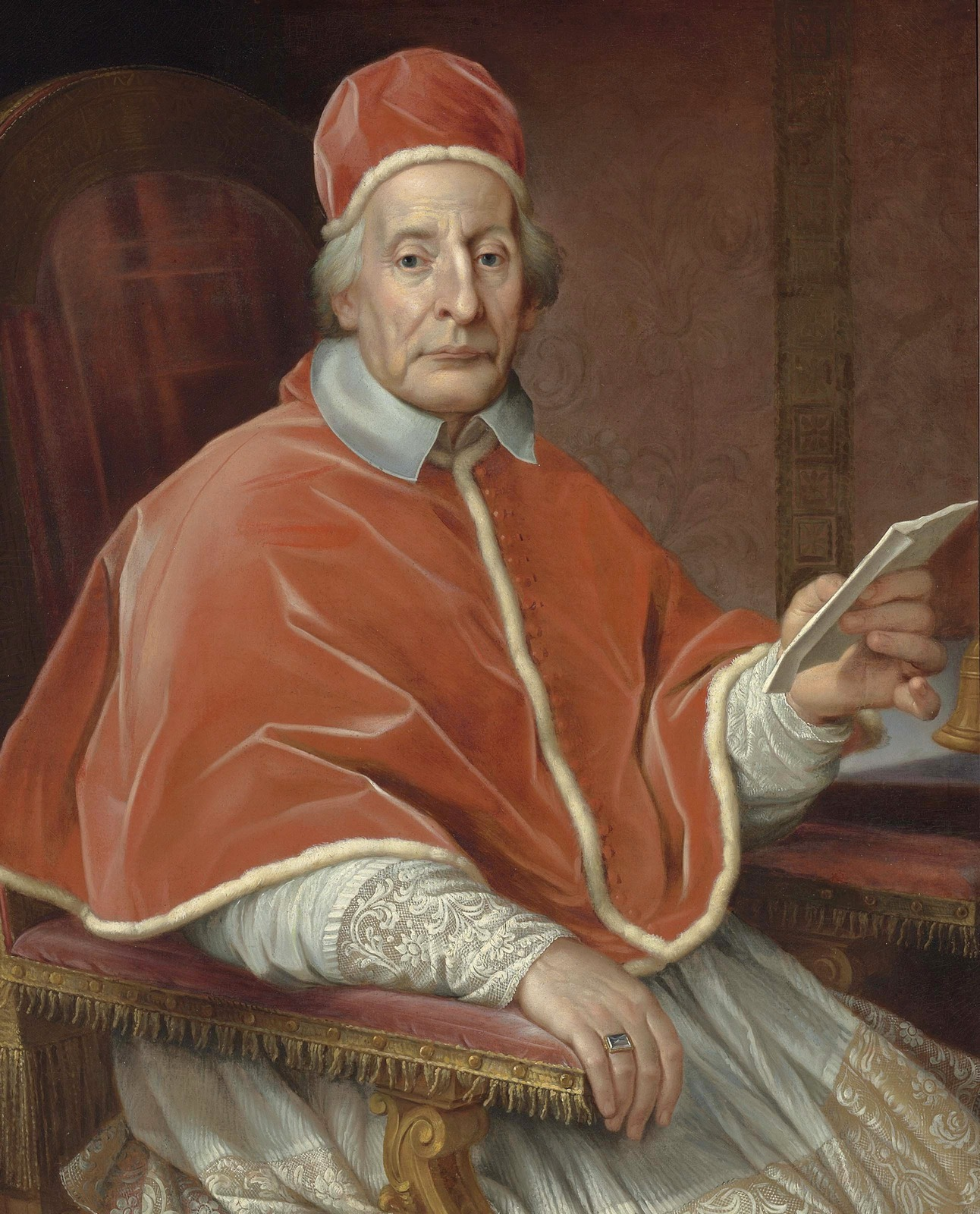
Papst Clemens XII.
Wappen Clemens’ XII.

#### Kardinäle aus der Familie Corsini
- CORSINI, Pietro (um 1335–1405) war ein Vorfahre Clemens’ XII. und wurde 1370 Kardinal. Ein Cousin von ihm war der heiliggesprochene Bischof Andrea Corsini.[13]
- CORSINI, Neri (1624–1678) war ein Onkel des späteren Clemens XII.[14]
- GUADAGNI, Giovanni Antonio (1674–1759) war mütterlicherseits ein Neffe Clemens’ XII.
- CORSINI, Neri Maria (1685–1770) war väterlicherseits ein Neffe Clemens’ XII. und Großonkel des Kardinals Andrea Corsini.
- CORSINI, Andrea (1735–1795) war ein Urgroßneffe Clemens’ XII.

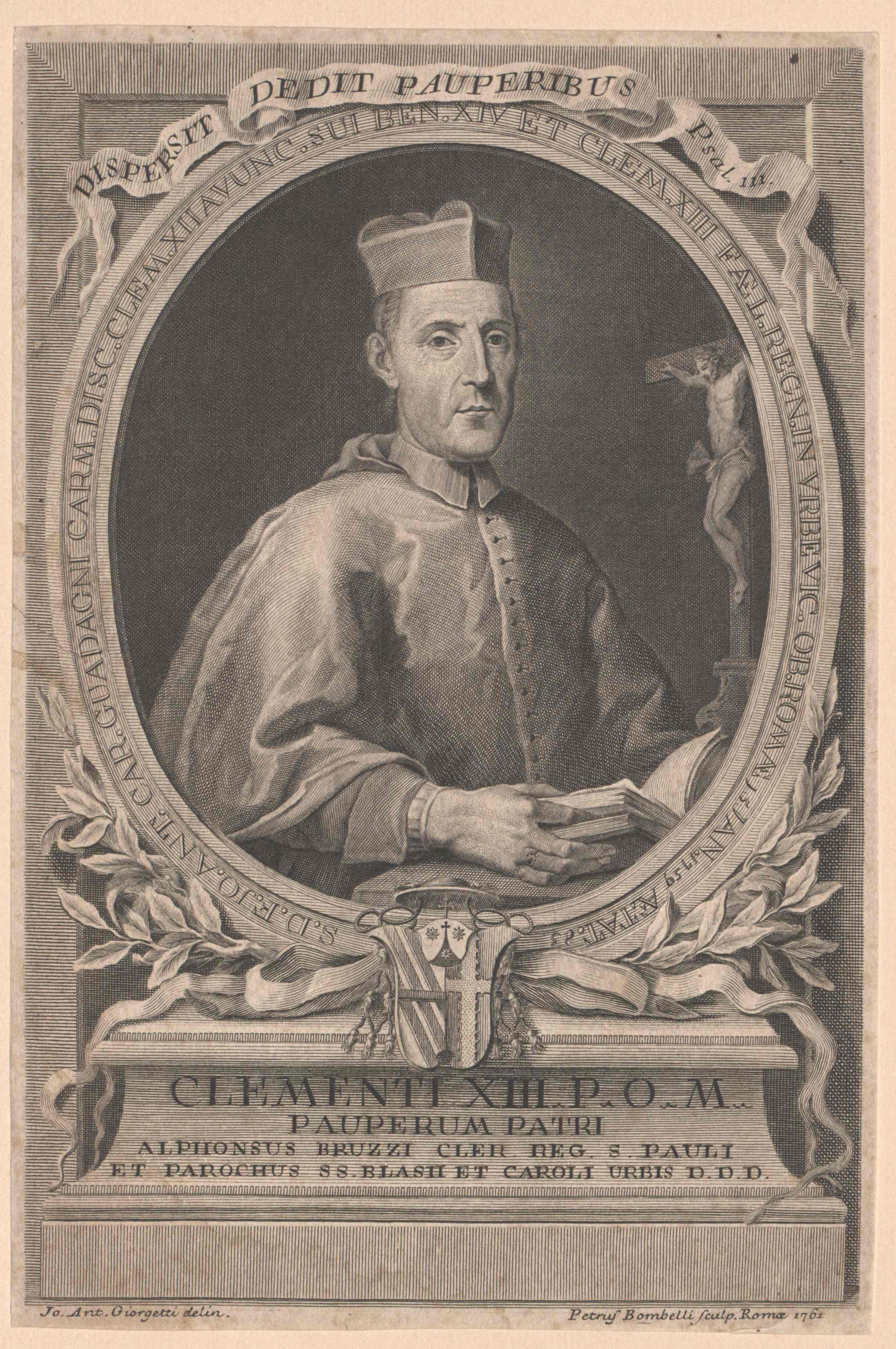
Giovanni Antonio Guadagni
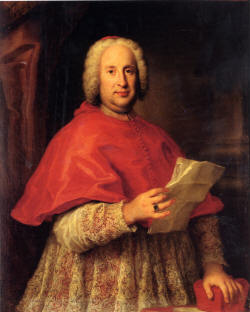
Neri Maria Corsini
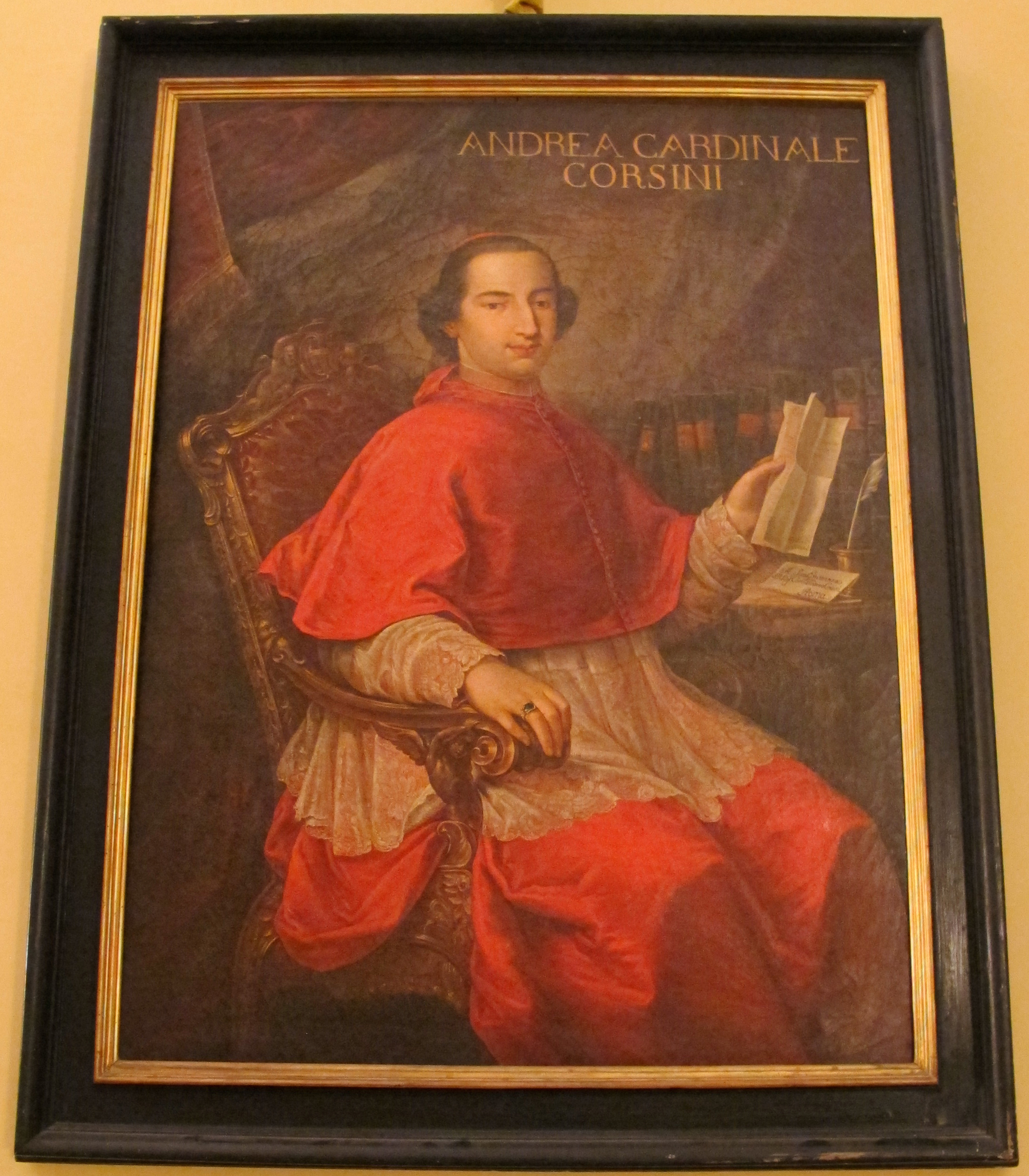
Andrea Corsini

### de’ Medici
Die bekannte Florentiner Kaufmannsfamilie Medici wurde im 15. und 16. Jahrhundert eine der einflussreichsten Familien Italiens. Giovanni de’ Medici, der spätere Papst Leo X., war als Zweitgeborener für eine kirchliche Laufbahn vorgesehen. Der damalige Papst Innozenz VIII. hegte den Wunsch, seinen leiblichen Sohn – den er 16-jährig gezeugt hatte – mit Maddalena de’ Medici, einer Schwester des Giovanni de’ Medici, zu verheiraten. Im Gegenzug verlangte der Vater Giovannis, Lorenzo de Medici, die Erhebung seines Zweitgeborenen zum Kardinal.
Giovanni war bis zur Kardinalserhebung kein Geistlicher und so musste er sich nach seiner Wahl zum Papst zum Priester und zum Bischof weihen lassen.

#### de’ Medici Päpste
- Papst Leo X. (Giovanni de’ Medici, 1475–1521) war ein Renaissancepapst und galt als Humanist und Förderer der Künste. Der Ablasshandel zur Finanzierung des Neubaus der Peterskirche führte zum Protest von Martin Luther. Er war der zweite Sohn des Lorenzo de’ Medici aus Florenz (il Magnifico) und der Clarissa Orsini, und Cousin des Papstes Clemens VII.[15]
- Papst Clemens VII. (Giulio de’ Medici) (1478–1534) agierte während der Kirchenkrise als italienischer Renaissancefürst für den Kirchenstaat und der Familie de’ Medici. Er war der illegitime Sohn des Giuliano de’ Medici und der Fioretta Gorini, welcher durch seinen Vetter Papst Leo X. zum legitimen Sohn erklärt wurde.[16]
- Papst Leo XI. (Alessandro Ottaviano de’ Medici) (1535–1605) war der Sohn des Ottavio de’ Medici und der Francesca Salviati. Er ist der Großneffe des Papstes Leo X. und Cousin des Cosimo I., Großherzog der Toskana. Sein Pontifikat dauerte nur vom 1. April bis 27. April 1605.[17]

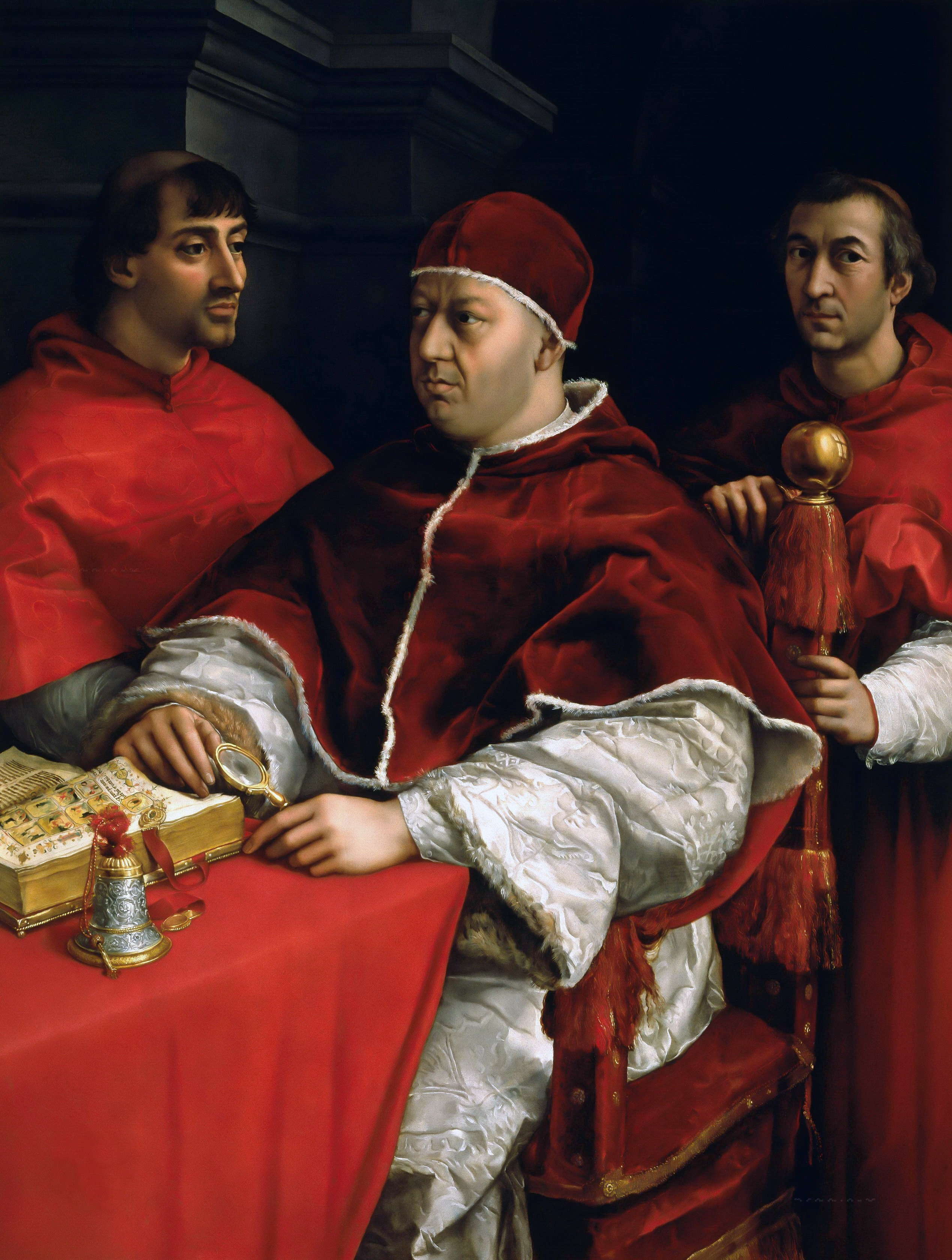
Papstes Leo X. mit den Kardinälen Giulio de’ Medici, dem späteren Clemens VII. und Luigi de’ Rossi
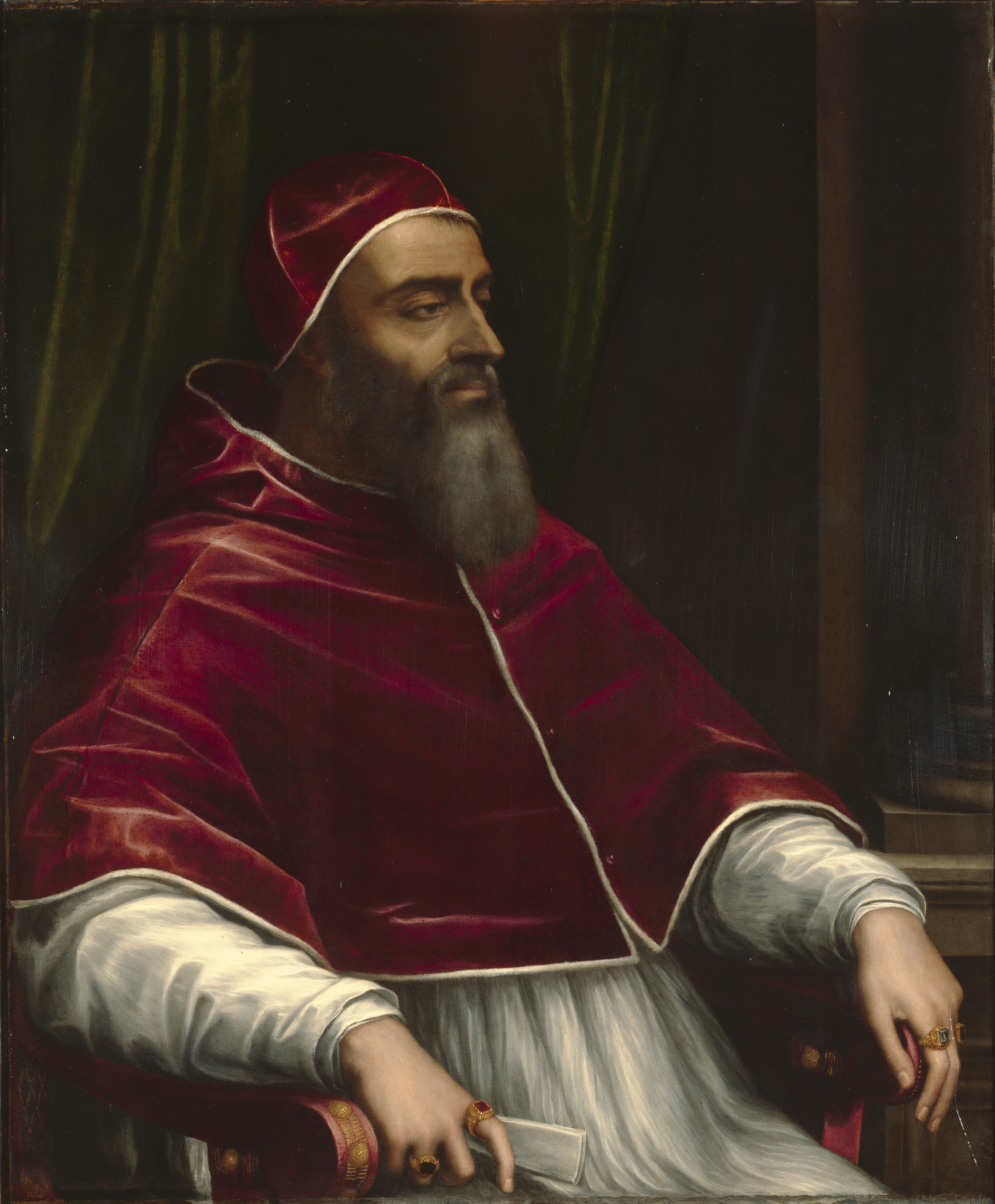
Papst Clemens VII.
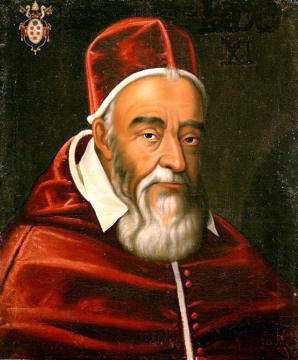
Papst Leo XI.

#### Kardinäle mit dem Namen de’ Medici
- ROSSI, Luigi de’ (1474–1519) war der Sohn des Leonetto de’ Rosso und der Maria de’ Medici und Cousin des Papstes Leo X.
- MEDICI, Ippolito de’ (1511–1535) war der illegitime Sohn des Giuliano de’ Medici, Herzog von Nemours und der Pacifica Brandano.
- MEDICI, (der Jüngere) Giovanni de’ (1544–1562) war der Sohn des Cosimo I. de’ Medici, Herzog von Florenz und Großherzog der Toskana, und der Leonor Álvarez de Toledo. Sein Bruder war Kardinal Ferdinando de’ Medici, darüber hinaus war er verwandt mit den Päpsten Leo X. und Clemens VII.
- MEDICI, Ferdinando de’ (1549–1609) war der Sohn des Cosimo I. de’ Medici, Großherzog der Toskana, und der Leonor Álvarez de Toledo. Er legte sein Kardinalsamt nieder um als Ferdinand I. de’ Medici die Herrschaft über die Toskana zu übernehmen. Er ist der Vater des Kardinals Carlo de’ Medici und Großonkel der Kardinäle Giancarlo de’ Medici und Leopoldo de’ Medici.
- MEDICI, Carlo de’ (1595–1666) war der Sohn des ehemaligen Kardinals Ferdinando de’ Medici, der zwecks familiären Fortbestands des Großherzogs der Toskana seinen Kardinalshut zurückgab. Carlos Mutter ist Chrétienne de Lorraine, er war der Bruder des Cosimo II. Großherzog der Toskana und Onkel der Kardinäle Giancarlo de’ Medici und Leopoldo de’ Medici.
- MEDICI, Giancarlo de’ (1611–1663) war das dritte Kind des Cosimo II. und der Maria Magdalena von Österreich, sein Bruder war der Großherzog Ferdinand II. von Toskana. Er war der Großneffe des Kardinals Ferdinando de’ Medici, Neffe des Kardinal Carlo de’ Medici und Bruder des Kardinals Leopoldo de’ Medici.
- MEDICI, Leopoldo de’ (1617–1675) war der jüngste Sohn des Cosimo II. Großherzog der Toskana und der Maria Magdalena von Österreich. Er war der Bruder des Kardinals Giancarlo de’ Medici, Ferdinand II. und Cosimo III. Großherzöge der Toskana, Großneffe des Kardinals Ferdinando de’ Medici und Neffe des Kardinals Carlo de’ Medici.
- MEDICI, Francesco Maria de’ (1660–1711) war das jüngste Kind des Großherzogs Ferdinand II. von Toskana und der Vittoria Della Rovere.
- MEDICI DI OTTAVIANO, Francesco de’ (1808–1857) war der Sohn des Michele de’ Medici und der Isabella Albertini. Er entstammte dem Familienzweig aus dem auch Papst Leo XI. hervorging.

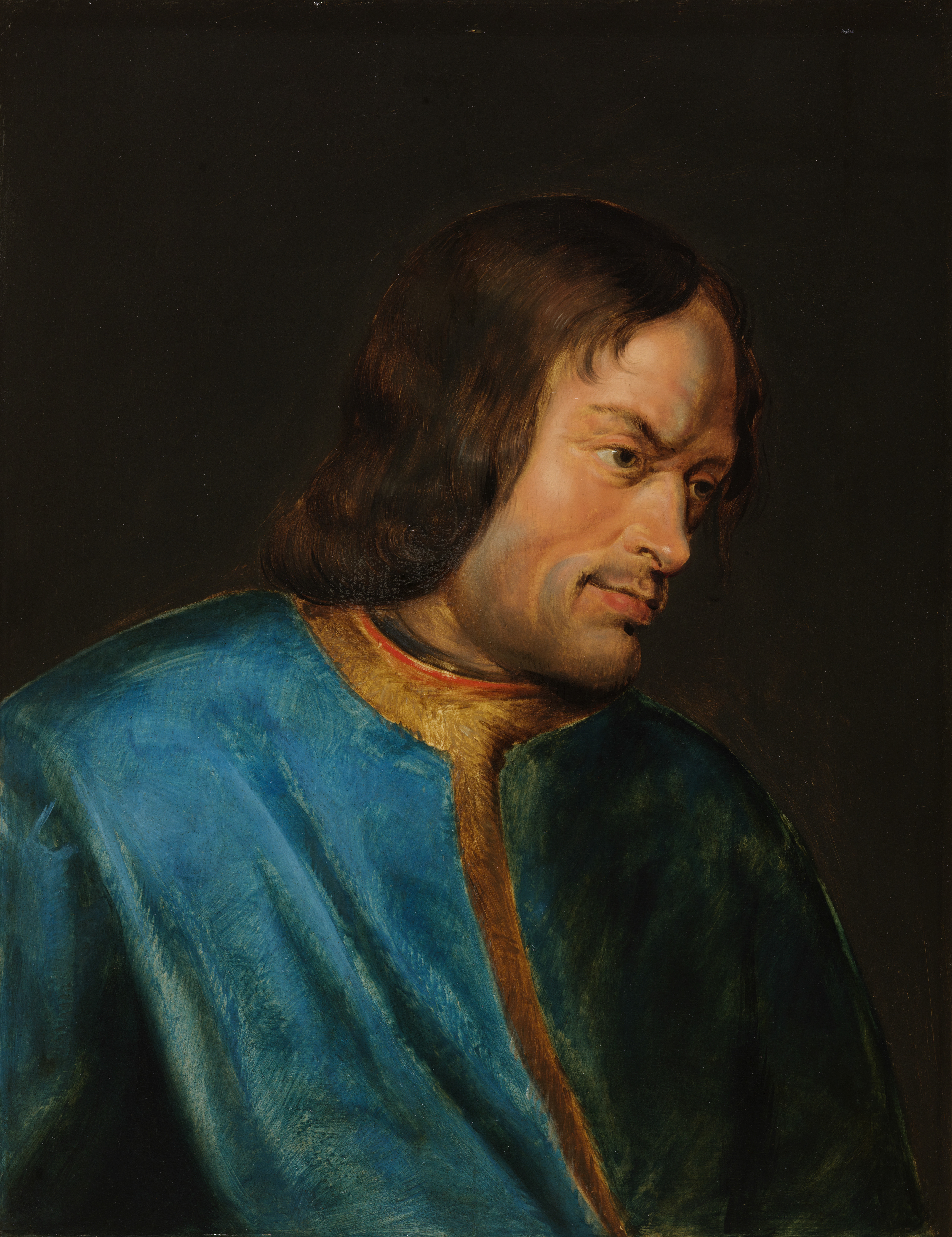
Lorenzo de Medici il Magnifico
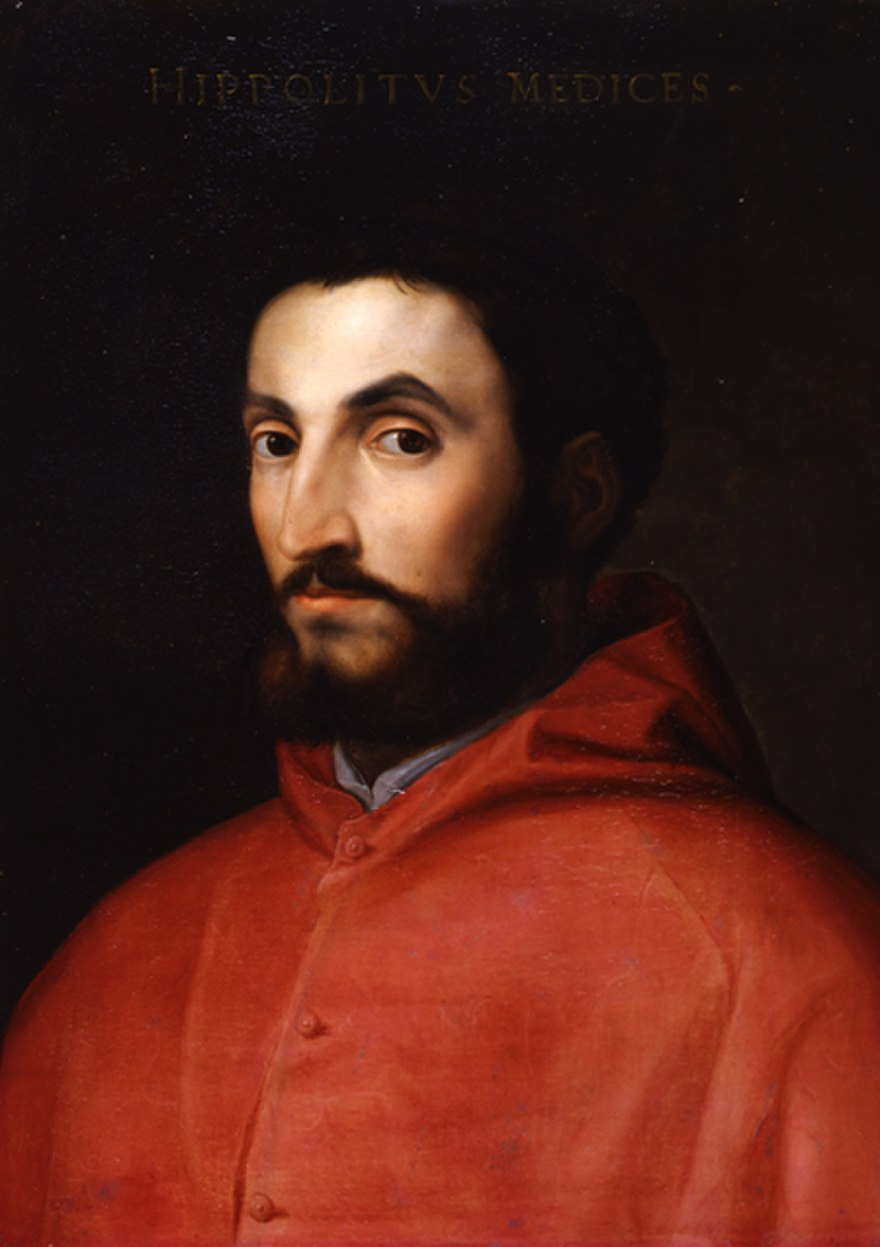
Kardinal Ippolito de’ Medici
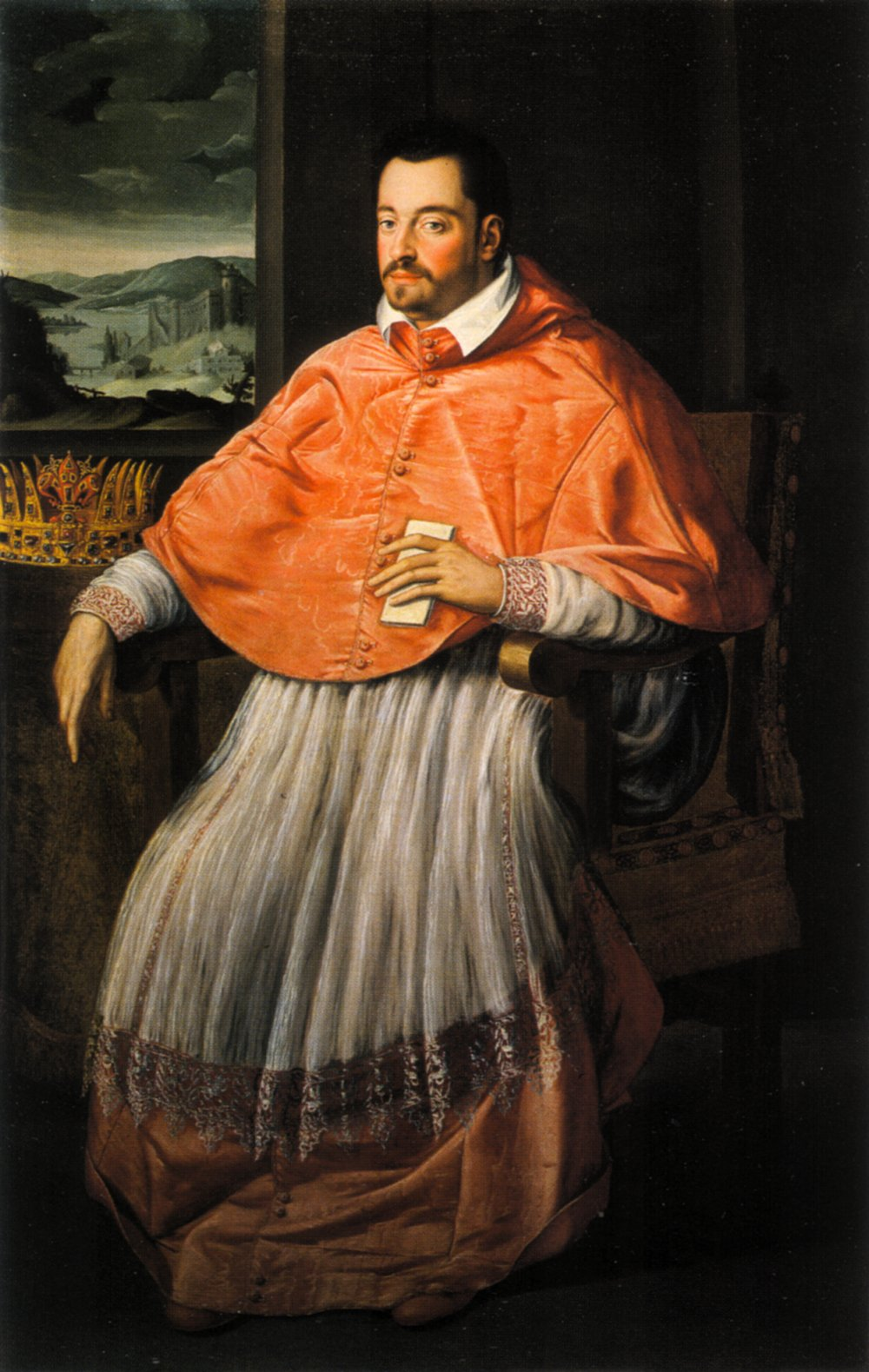
Kardinal Ferdinand (I.) de Medici und späterer Großherzog der Toskana
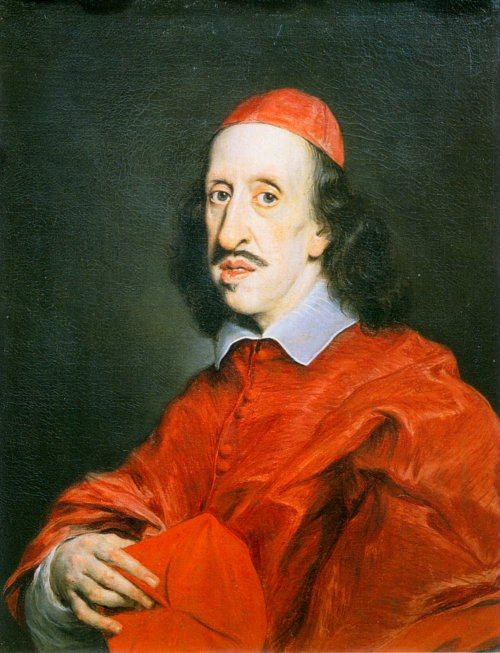
Kardinal Leopoldo de’ Medici
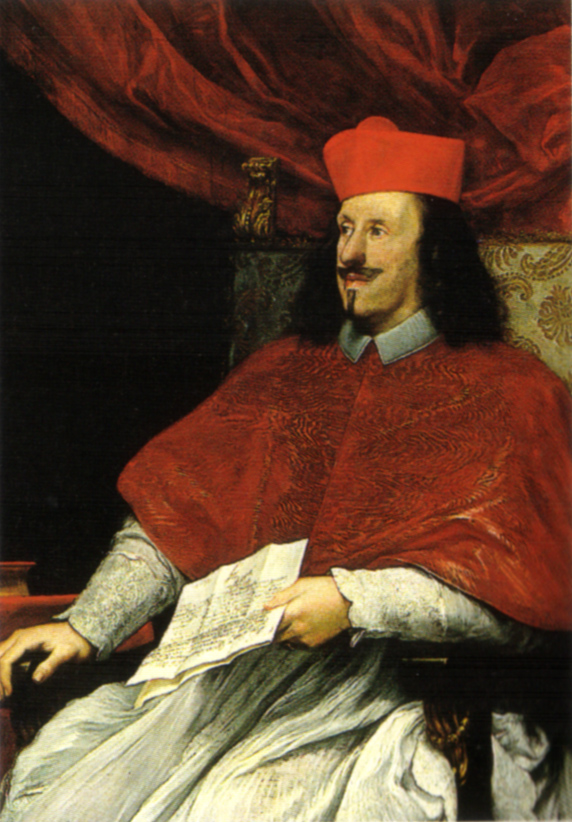
Kardinal Giovanni Carlo de’ Medici

#### Aus der Nebenlinie

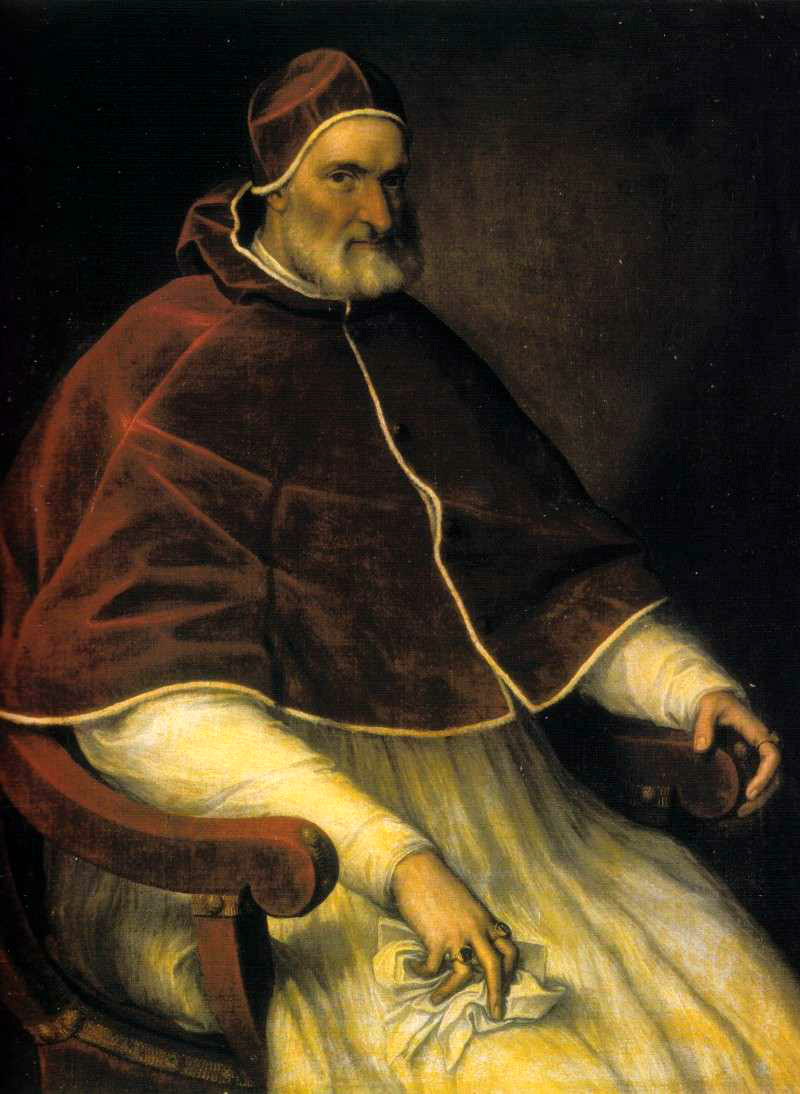
Pius IV.

- Papst Pius IV. (Giovanni Angelo de’ Medici di Marignano) (1499–1565) entstammte einer Nebenlinie aus Mailand und war nicht direkt mit der Familie de’ Medici aus Florenz verwandt. Auch bei ihm zeigte sich, wenn man seine Herkunft, die Verwandtschaftsverhältnisse mit der Familie Borromeo und den hieraus entstammenden Kardinälen betrachtet der Hang zum Nepotismus. Er eröffnete das Konzil von Trient erneut und brachte es 1562/63 zum Abschluss.

Giovanni Antonio war das zweite von elf Kindern des Notars Bernardino de’ Medici, aus der mailändischen Patrizierfamilie de’ Medici und der Clelia Serbelloni. Er war der Onkel der Kardinäle Carlo Borromeo und Gianantonio Serbelloni, weiterhin war er mit den Kardinälen Frederico Borromeo (dem Älteren), Guido Luca Ferrero, Gilberto Borromeo und Frederico Borromeo (dem Jüngeren) verwandt.

##### Weitere Kardinäle mit Verwandtschaft zum Haus de’ Medici
- SERBELLONI, Giovanni Antonio (1519–1591) war der Sohn des Giampiero Serbelloni und der Elisabetta Rainoldi. Seine Tante war Clelia Serbelloni, die Mutter des Papstes Pius IV. Er war der Cousin der Kardinäle Carlo Borromeo und Mark Sittich von Hohenems.
- HOHENEMS, Mark Sittich von (1533–1595) war der Sohn des Lehnherrn Wolf Ludwig von Hohenems und der Chiara de’ Medici. Seine Mutter war die Schwester des Papstes Pius IV., ihr Sohn war der Vetter der Kardinäle Gianantonio Serbelloni und Carlo Borromeo.
- BORROMEO, Carlo (1538–1584) war der zweite Sohn des Grafen Gilberto II. Borromeo und der Margherita de’ Medici, einer Schwester des Papstes Pius IV. Des Weiteren war er der Cousin der Kardinäle Gianantonio Serbelloni, Mark Sittich von Hohenems und Frederico Borromeo (der Ältere). Er war der Onkel des Kardinals Gilberto Borromeo (der Ältere) und verwandt mit den Kardinälen Gilberto Bartolomeo Borrome, Vitaliano Borromeo und Edoardo Borromeo.

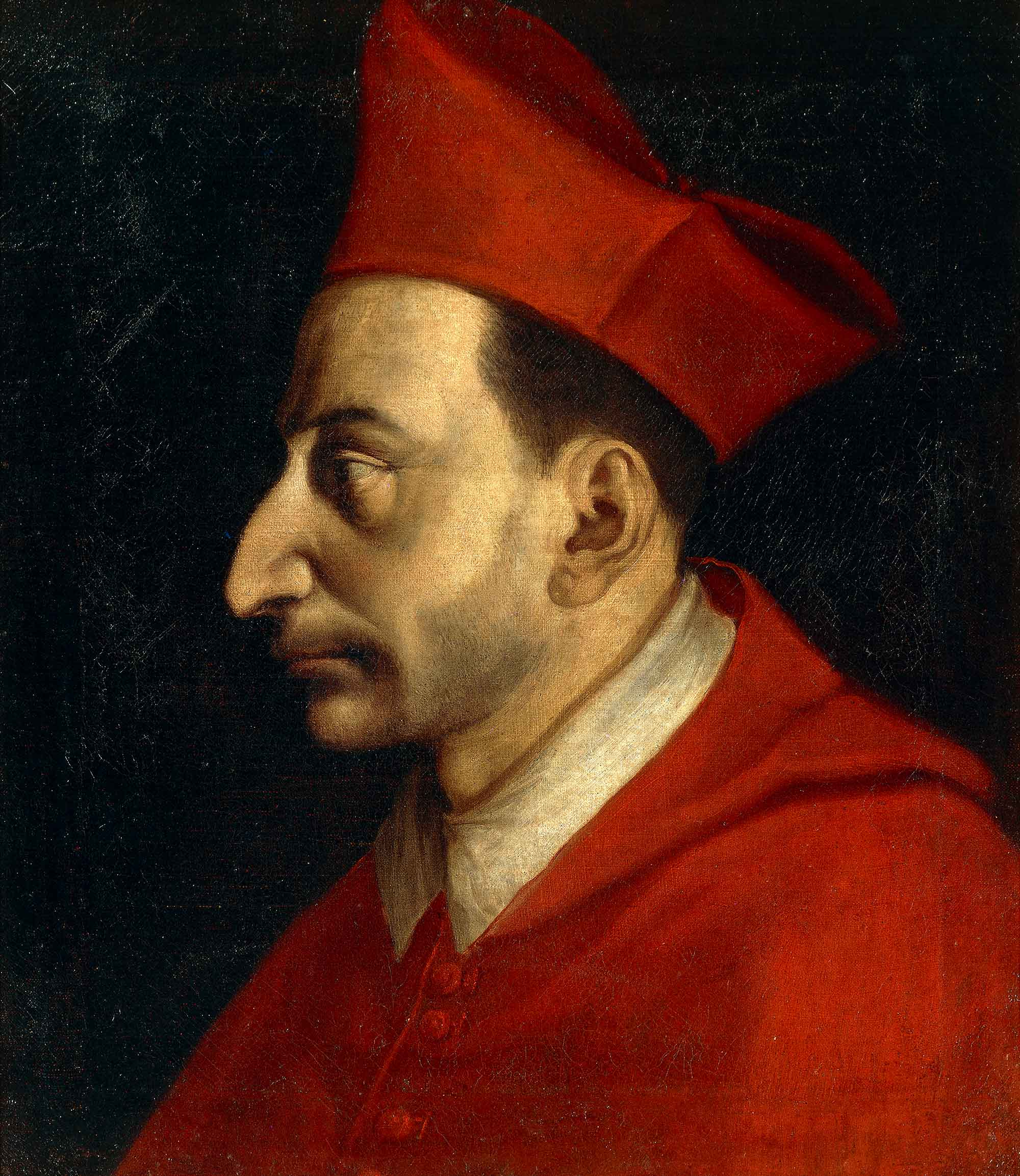
Kardinal Karl Borromäus
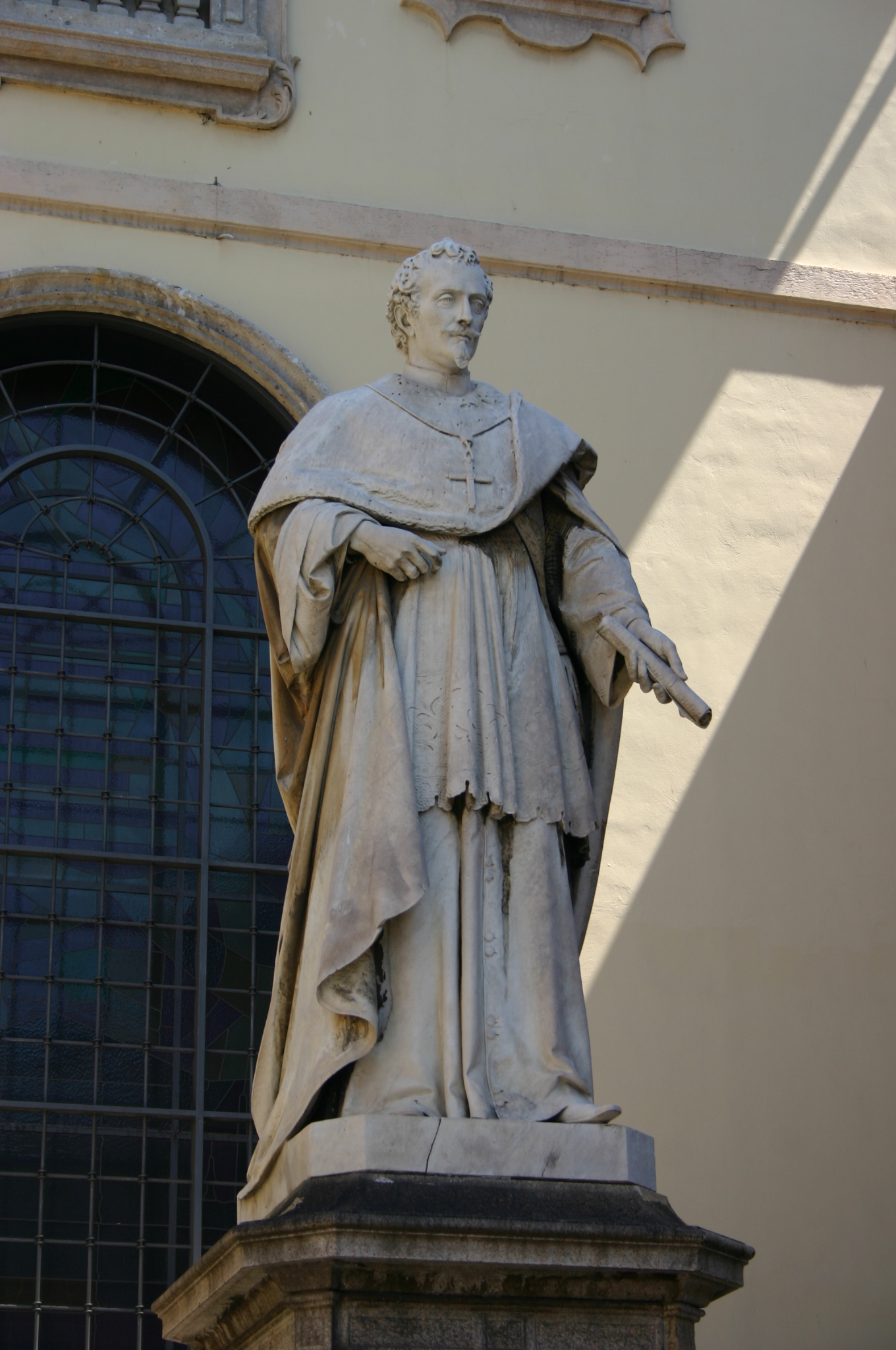
Kardinal Federico Borromeo

##### Weitere Kardinäle der Familie Borromeo
- BORROMEO, (der Ältere) Federico (1564–1631)
- BORROMEO, (der Jüngere) Giberto (1615–1672)
- BORROMEO, (der Jüngere) Federico (1617–1673)
- BORROMEO Gilberto Bartolomeo (1671–1740)

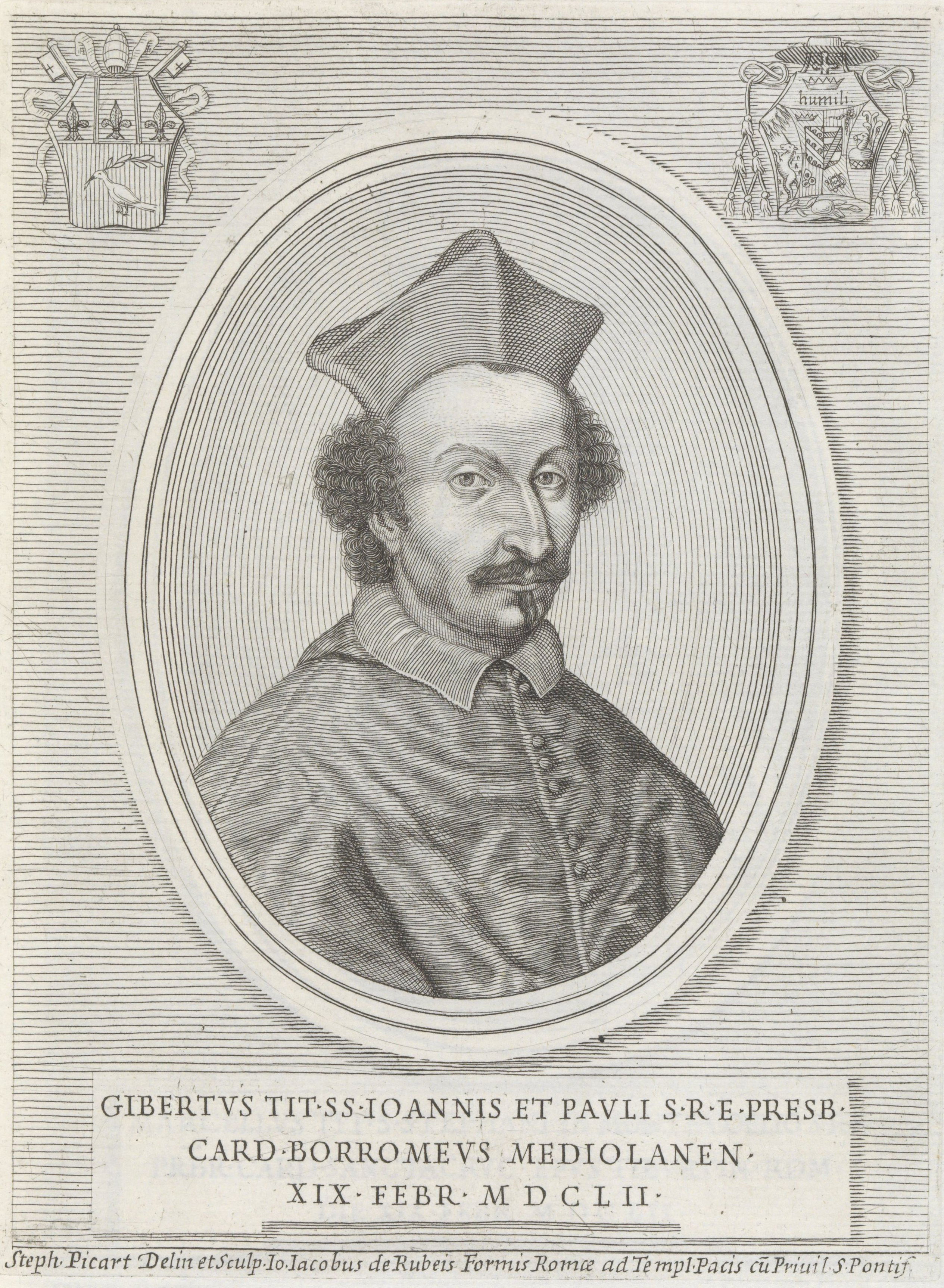
Kardinal Gilberto Borromeo
Wappen der Borromeos

### Della Rovere
Die italienische Adelsfamilie Della Rovere entstammt einer angesehenen, aber nicht reichen Familie aus Savona, deren Ursprung von Leonardo oder Beltramo delle Rovere und dessen Ehefrau Luchina Monteleoni ausgeht. Aus der Familie gingen die Päpste Sixtus IV. und Julius II. hervor. Der Nepotismus hatte zur Folge, dass aus dieser Familie auch mehrere Kardinäle der katholischen Kirche hervorgingen. Seit 1508 stellte das Haus Della Rovere auch die Herzöge von Urbino. Der Name Rovere selbst bedeutet Traubeneiche und fand seine Symbolik im Familienwappen wieder. Das war auch der Grund, dass die beiden Päpste eine solche Eiche mit 12 goldenen Eicheln in ihren Wappen führten.

#### Die beiden Päpste
- Papst Sixtus IV. (Francesco DELLA ROVERE OFMConv) (1414–1484) wurde 1471 zum Papst gewählt. Als ehemaliger Ordensgeneral der Franziskaner überhäufte er diesen mit Privilegien. Er trieb systematischen und schrankenlosen Nepotismus und versuchte mit hohen Ablassgeldern den maroden Finanzstand des Kirchenstaates aufzubessern. Seine Politik führte zu Adelskämpfen unter den römischen Adelsfamilien und zu Konflikten mit den Staaten Italiens.

Er war der Sohn des Leonardo Della Rovere und der Luchina Monleone, Onkel des Kardinals Pietro Riario und des Papstes Julius II., Cousin des Kardinals Girolamo Basso Della Rovere, Großonkel der Kardinäle Rafaele Sansoni Riario, Clemente Grosso Della Rovere und Leonardo Grosso Della Rovere und Schwager des Kardinals Giulio Della Rovere.
- Papst Julius II. (Giuliano DELLA ROVERE, Giuliano) (1443–1513) wurde 1503 durch die Begünstigung seines Onkels des Papstes Sixtus IV. zum Papst gewählt. Als Papst – eben nicht ohne eine große Portion Simonie gewählt – sicherte er den durch die Borgia zerrütteten Kirchenstaat und galt als eine überragende Persönlichkeit, großer Politiker, Feldherr und Kunstmäzen. Er rief 1511 das 5. Allgemeine Laterankonzil (1512–1517) ein, doch den notwendigen Kirchenreformen fehlte die Durchführungskraft.

Er war der Sohn des Raffaello Della Rovere und der Teodora Manirola aus Griechenland. Seine Verwandtschaftsverhältnisse bestanden darin, dass er der Neffe des Papstes Sixtus IV. war, Cousin der Kardinäle Pietro Riaro O.F.M., Girolamo Basso Della Rovere, Raffaello Sansoni Riaro. Er war der Onkel der Kardinäle Galetto Franciotti Della Rover und Sisto Gara Della Rovere und verwandt mit Kardinal Giulio Della Rovere.

Wappen der Della Rovere
Papst Sixtus IV.
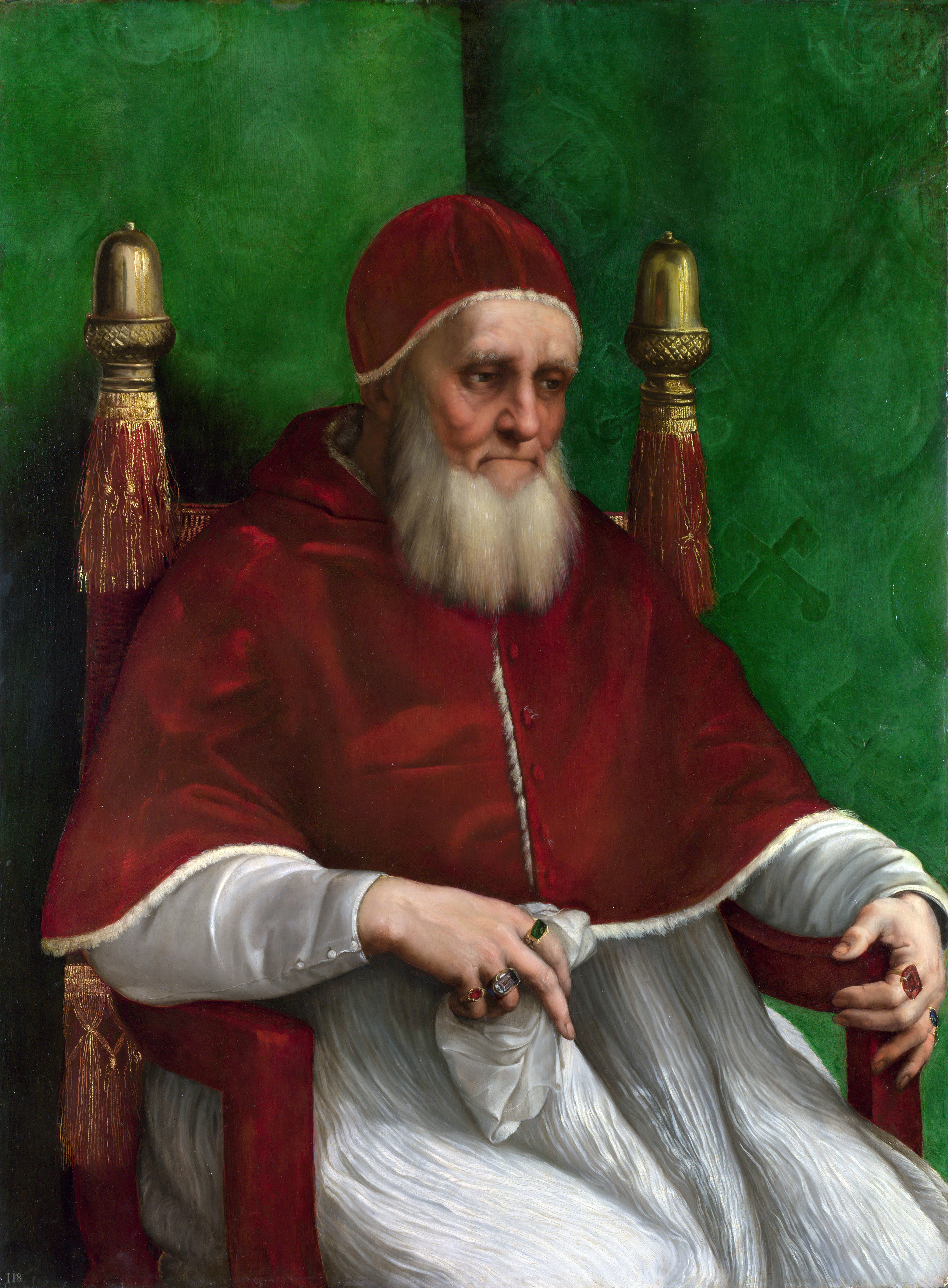
Porträt Raffaels von Papst Julius II.

#### Kardinäle der Adelsfamilie Della Rovere
- DELLA ROVERE, Cristoforo (1434–1478) stammte aus einer Nebenlinie, die aus Piemont kam und war der Sohn des Giovanni Della Rovere und der Anna del Pozo, sein Bruder war Kardinal Domenico Della Rovere.
- DELLA ROVERE, Domenico (1442–1501) war der Bruder des oben genannten und trug auch den Namen Kardinal von Tarent oder Kardinal von St. Clemente.
- BASSO DELLA ROVERE, Girolamo (1434–1507) war der Sohn des Giovanni Basso, Graf von Bistagno, und der Luchina Della Rovere. Seine Mutter war die Schwester des Papstes Sixtus IV., Girolamo war der Cousin des Papstes Julius II., Onkel des Kardinals Clemente Grosso Della Rovere O.F.M.Conv. und nannte sich auch Kardinal von Recanati.
- RIARIO, O.F.M.Conv., Pietro (1445–1474) war der Sohn des Edelmanns Paolo Riario von Savona und seiner zweiten Frau Bianca Della Rovere Monteleoni. Er war der Neffe (mütterlicherseits) des Papstes Sixtus IV. und Bruder des Girolamo Riario Herr von Imola und Forlì. Er war der Onkel des Kardinals Giuliano Della Rovere, Ur-Großonkel des Kardinal Alessandro Riario und darüber hinaus verwandt mit den Kardinälen Tommaso Riario Sforza und Sisto Riario Sforza. Er nannte sich Kardinal von St. Sisto.
- VIGERIO DELLA ROVERE, O.F.M.Conv., Marco (1446–1516), sein Vater war Urbano Vigerio und seine Mutter Nicoletta Grosso Della Rovere eine Nichte des Papstes Sixtus IV.
- SANSONI RIARIO DELLA ROVERE, Raffaele (1460–1521) übernahm den Nachnamen seines Onkels Riario; sein Vater war Antonio Sansoni und seine Mutter war Violante Riario, diese war die Schwester des Kardinals Pietro Riario OFM. Raffaele war der Großneffe des Papstes Sixtus IV., Cousin des Kardinals Giuliano Della Rovere und war verwandt mit den Kardinälen Alessandro Riaro, Tommaso Riario Sforza und Sisto Riario Sforza.
- GROSSO DELLA ROVERE, O.F.M.Conv., Clemente (etwa 1462–1504) war das zweite Kind des Antonio Grosso und der Maria Basso Della Rovere. Sein Bruder war Kardinal Leonardo Grosso Della Rovere. Er war der Großneffe des Papstes Sixtus IV. (mütterlicherseits), Neffe des Kardinals Girolamo Basso Della Rovere, Cousin des Papstes Julius II. Er war auch mit dem Kardinal Galeotto Franciotti Della Rovere verwandt und war unter dem Namen Kardinal Della Rovere bekannt.
- GROSSO DELLA ROVERE, Leonardo (1464–1520); seine Eltern waren Antonio Grosso und Maria Della Rovere, sein Bruder war der Kardinal Clemente Grosso Della Rovere O.F.M.Conv. Er wird auch unter dem Namen Grassi Della Rovere geführt und wurde der Kardinal von Agen genannt.
- FRANCIOTTI DELLA ROVERE, Galeotto (1471–1507) war der Sohn des Francesco Franciotti und der Luchina Della Rovere. Er war der Großneffe des Papstes Sixtus IV. und Neffe des Papstes Julius II. (mütterlicherseits). Er war der Stiefbruder des Kardinals Sisto Gara Della Rovere und verwandt mit den Kardinälen Clemente Grosso Della Rovere O.F.M.Conv., Leonardo Grosso Della Rovere und Marcantonio Franciotti.
- DELLA ROVERE, Giulio (1533–1578); seine Eltern waren der Herzog Francesco Maria I. Della Rovere von Urbino und die Eleonora Ippolita Gonzaga, Prinzessin von Mantua. Er wird auch unter dem Namen Giulio Feltrio geführt und war seit 1540 Herzog von Sora, er hatte drei leibliche Kinder.

### Farnese
Die Farnese waren eine italienische Adelsfamilie, die seit dem 11. Jahrhundert im Gebiet der heutigen Provinz Viterbo bezeugt ist. Der Stammsitz der Familie war Castrum Farneti (heute Farnese), von dem sich vermutlich der Familienname ableitet.
Mitglieder der ersten Generationen der Familie waren im Kriegsdienst tätig, standen aber auch im Dienst der Kirche und kamen somit nach Rom. Der endgültige Aufstieg der Familie begann mit Alessandro Farnese, der 1534 als Paul III. zum Papst gewählt wurde. Er verschaffte seinem unehelichen Sohn Pier Luigi Farnese das Herzogtum Parma, das dessen Sohn um Piacenza erweiterte, und die ihre Nachkommen bis zum Aussterben der männlichen Linie 1731 beherrschten.

#### Der Papst aus dem Hause Farnese
- Papst Paul III. (Alessandro (der Ältere) Farnese) verdankte seinen Aufstieg dem Papst Alexander VI., der ein Liebesverhältnis mit Alessandros Schwester Giulia Farnese gehabt hatte. 1534 wurde Alessandro Farnese zum Papst gewählt und führte den Namen Paul III. Während seines Pontifikats förderte er den Jesuitenorden, organisierte die römische Inquisition und eröffnete das Konzil von Trient. Er förderte Wissenschaft und Kunst und galt als großer Verehrer Michelangelos. Er etablierte während seines Pontifikats die Praxis des Kardinalnepoten.

Er war das dritte von fünf Kindern des Pierluigi Ranuccio Farnese und der Giovanella Caetani. Er war der Großvater der Kardinäle Alessandro Farnese (des Jüngeren) und Runuccio Farnese, Ur-Großvater des Kardinals Odoardo Farnes und Ur-Ur-Großvater des Kardinals Francesco Maria Farnese.
Mit seiner Geliebten zeugte der ledige Alessandro Farnese, als er noch nicht dem Keuschheitsgebot der Geistlichen unterlag, eine Tochter und zwei Söhne. Diese ließ er legitimieren, um die eigene Familie vor dem Aussterben zu bewahren.

Familienwappen der Familie Farnese
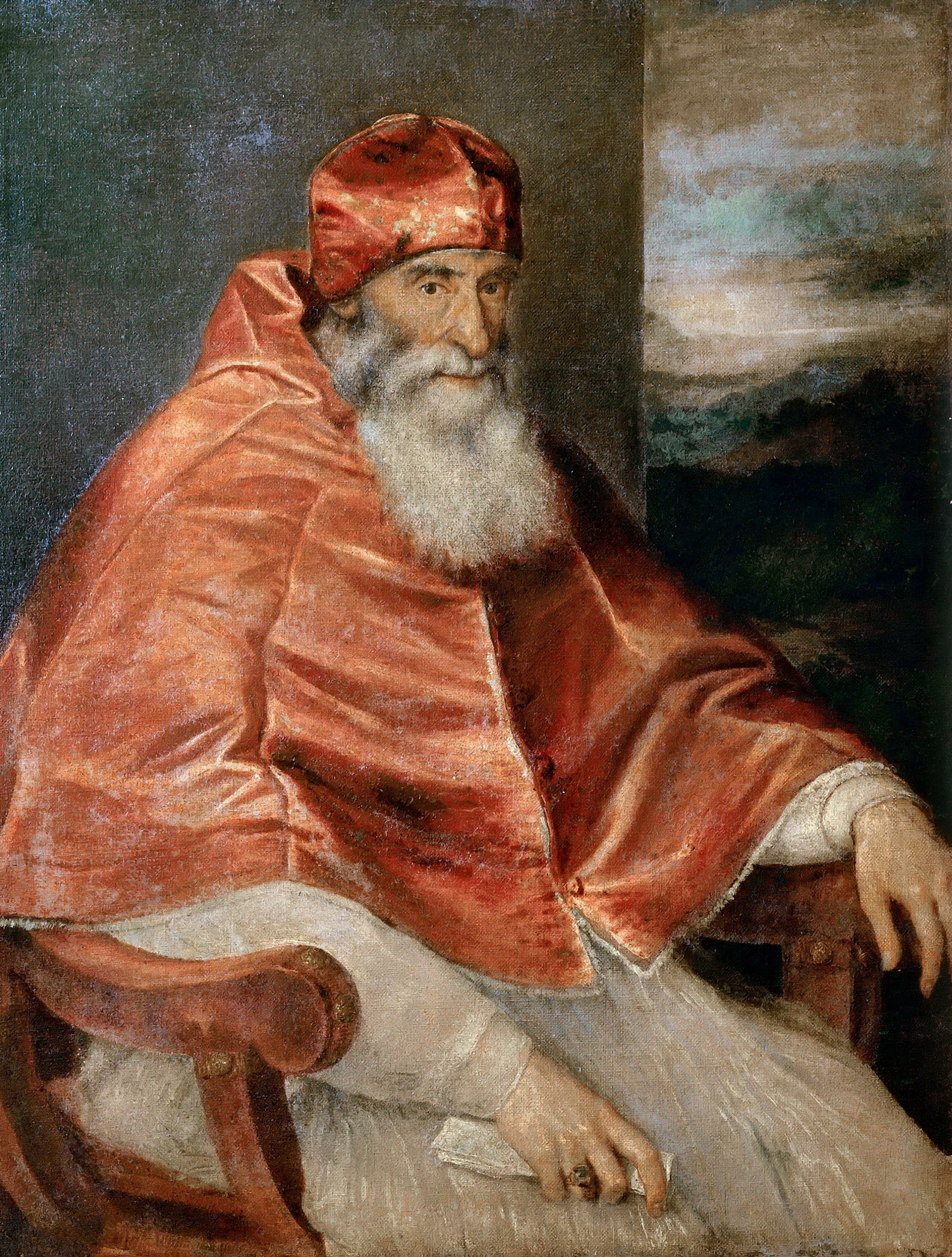
Papst Paul III.
Papst Paul III. und seine Nepoten (seine Enkel Alessando und Ottavio Farnese), Gemälde von Tizian, 1546

#### Kardinäle aus dem Haus Farnese
- FARNESE, (der Jüngere) Alessandro (1520–1589) war der älteste Sohn des Pier Luigi Farnese, 1. Herzog von Parma (unehelicher Sohn des Papstes Paul III.), seine Mutter war Girolama Orsini. Alessandro der Jüngere ist der Bruder des Kardinals Runuccio Farnese und Großonkel des Kardinal Odoardo Farnese.
- FARNESE, O.S.Io.Hieros., Ranuccio (1530–1565) war das dritte Kind des Pier Luigi Farnese und Bruder des Kardinals Alessandro (der Jüngere) Farnese.
- FARNESE, Odoardo (1573–1626) war der Sohn des Alessandro Farnese, 3. Herzog von Parma und Piacenza und der Prinzessin Maria von Portugal. Er ist der Ur-Enkel des Papstes Paul III. und Großneffe der Kardinäle Alessandro Farnese (der Jüngere) und Ranuccio Farnese. Onkel des Kardinal Mario Alberizzi.
- ALBERIZZI, Mario (1609–1680) war der Sohn des Giovanni Alberizzi und der Giulia Farnese, Neffe des Kardinals Odoardo Farnese und verwandt mit Kardinal Taddeo Luigi dal Verme.
- FARNESE, Francesco Maria (1619–1647) war Sohn des Ranuccio Farnese und der Margherita Aldobrandini, Großneffe der Kardinäle Alessandro Farnese (der Jüngere) und Ranuccio Farnese, Neffe des Kardinals Odoardo Farnese und Ur-Ur-Enkel des Papstes Paul III.

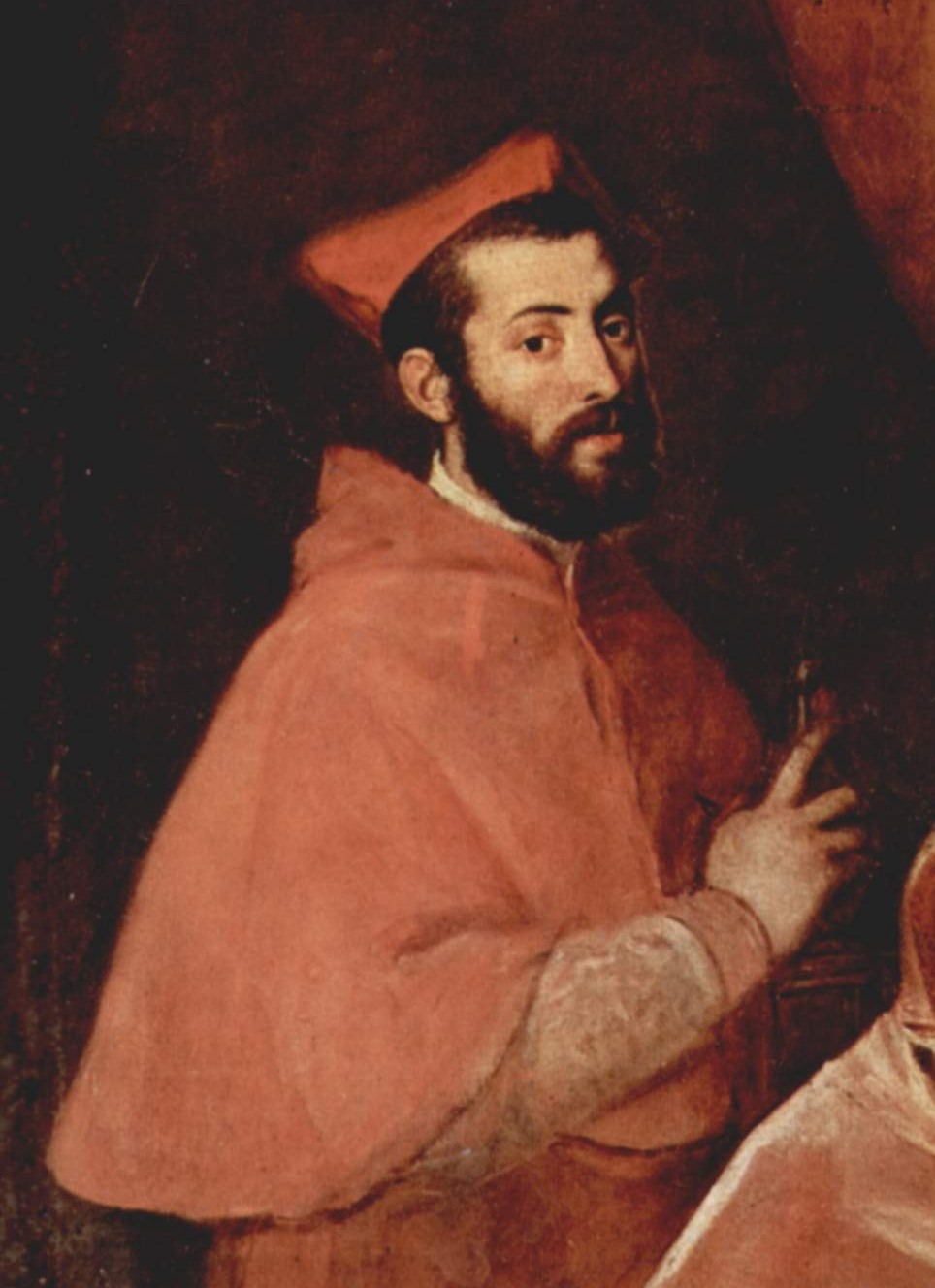
Kardinal Alessandro Farnese, Ausschnitt aus dem Gemälde Papst Paul III. und seine Nepoten
Der spätere Kardinal Ranuccio Farnese (12 Jahre alt)

### Orsini
Die Orsini waren eine weit verzweigte römische Adelsfamilie, die vom römischen Geschlecht der Bobonen abstammte und den Namen Bobon oder Bobo trugen. Erst im Verlauf des Jahres 1191 adoptierten sie den Namen Orsini. Diese Familie hatte zwischen 1100 und 1900 maßgeblichen Anteil an der italienischen Geschichte. Von 1500 bis 1958 teilten die Orsini mit den Colonnas die Würde eines päpstlichen Thronassistenten, die Orsini wurden 1629 Reichsfürsten, 1724 päpstliche Prinzen und 1854 erhielten sie den Titel eines „Principe romano“.

#### Die Macht der Orsinis
Nach dem Tod Gregors IX. im Jahre 1241 kam es zum ersten Konklave der Papstgeschichte. Da dem Stammvater des Hauses Orsini, Matteo Rosso, daran gelegen war, möglichst schnell einen neuen Papst zu erhalten, sperrte er die in Rom versammelten Kardinäle ein. Die Kardinäle taten sich schwer eine Zweidrittelmehrheit zu finden und Orsini setzte sie nun massiv unter Druck. Er drohte damit, den bereits beigesetzten Papst Gregor IX. zu exhumieren und den Leichnam in ihrer Mitte aufzubahren. Schließlich wurde aus dem Kardinalskollegium der Kardinalbischof von Sabina gewählt, der sich Coelestin IV. nannte.
Nach 12 weiteren Päpsten kam 1294, durch die Machenschaften der Orsinis, mit Coelestin V. wohl einer der merkwürdigsten Päpste auf den Heiligen Stuhl: er hieß Pietro del Morrone und lebte bis zu seiner Papstwahl als Einsiedler in einem Eremitenkloster. Der Grund lag in dem Streit der beiden römischen Großfamilien Colonna und Orsini, die nach dem Tod Nikolaus IV. (1292) über zwei Jahre lang die Wahl eines neuen Papstes verhinderten.
Das Konklave von 1304 dauerte elf Monate und schließlich gelang es dem Kardinal Francesco Napoleone Orsini die Aufmerksamkeit auf Bertrand de Got (später Clemens V.) zu lenken und ihm die Zweidrittelmehrheit zu verschaffen.
Der aus Spanien stammende Papst Alexander VI. (1492–1503), aus der Adelsfamilie der Borgia, führte seine Fehden mit unerbittlicher Härte durch und so gelang es ihm, während seines Pontifikats, die Macht der Colonna und Orsini zu brechen.

#### Die Orsini – Päpste
- Papst Coelestin III. (Giacinto Bobone, Jacinto Bobo oder Hyacinto Bobo) stammte noch aus der Familie der Bobonen, die sich dann zu Orsini umbenannte. Er war von 1191 bis 1198 Papst der römisch-katholischen Kirche. Der gebildete Kardinal wurde im Alter von etwa 85 Jahren zum Papst gewählt und hatte im Verlauf seines Pontifikates seinen Neffen Bobo (Kardinalnepot) zum Kardinal erhoben und sollte später mit vielen Kardinälen in verwandtschaftlichen Verbindungen stehen.[24]
- Papst Nikolaus III. (Giovanni Gaetano Orsini) war von 1277 bis 1280 Papst. Er begann seine Karriere 1241 mit der Ernennung zum römischen Senator durch Gregor IX. Papst Innozenz IV. ernannte ihn 1244 zum Kardinaldiakon. Als Vertrauter des Papstes begleitete er diesen in das Exil nach Lyon. Im Verlauf seines Pontifikates erhob er Latino Malabranca Orsini und Giordano Orsini zu Kardinälen.[25]
- Papst Benedikt XIII. (Pietro Francesco Orsini) war von 1724 bis 1730 Papst. Bereits mit 16 Jahren wurde er gegen den Willen seiner Eltern Dominikaner, studierte Theologie in Venedig und Bologna sowie Philosophie in Neapel und wurde 1672 Kardinal. Nach einem 70 Tage dauernden Konklave wurde er am 29. Mai 1724 zum Papst gewählt. Benedikt XIII. hat im Verlauf seines Pontifikates neunundzwanzig Kardinalserhebungen vorgenommen, die aber weniger in einem nepotistischen Zusammenhang standen. Am 6. Juli 1729 erhob er aus der Familie Borghese den Francesco Scipione Maria Borghese zum Titularerzbischof von Trajanopolis und Präfekten des Apostolischen Palastes.

Familienwappen im Wappen Papst Nikolaus' III.
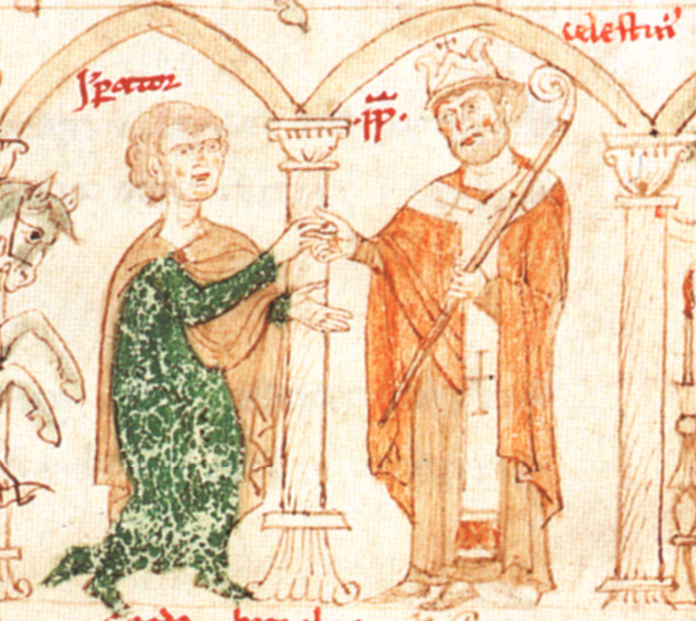
Coelestin III. (rechts) und Heinrich VI.
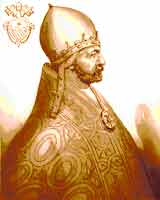
Papst Nikolaus III.
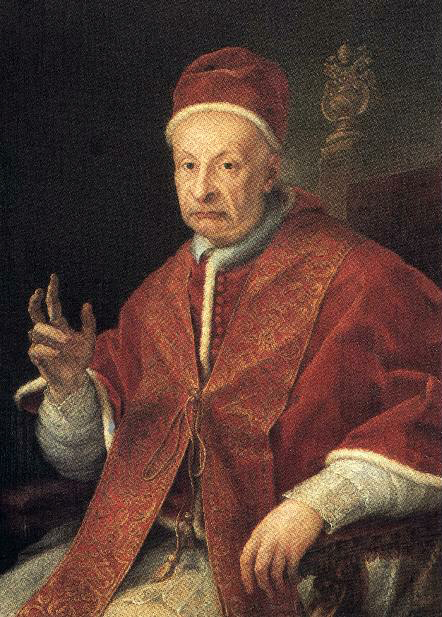
Papst Benedikt XIII.

#### Kardinäle aus der Adelsfamilie Orsini
- BOBONE, Romano (um 928)
- Bischof BOBONE (um 1088)
- BOBONE, Romano (um 1188)
- BOBONE, Ugo (um 1191)
- BOBONE, Nicolò (um 1192/1193)
- ORSINI, Matteo Rubeo (etwa 1230–1305) war der Sohn des Gentile Orsini, ein Neffe des Papstes Nikolaus III. und des Kardinals Giordano Orsini und weiterhin Cousin des Kardinals Latino Malabranca Orsini OP.
- MALABRANCA ORSINI, OP, Latino (?–1294) war der Sohn des römischen Senators Angelo Malabranca und der Mabilia Orsini, Schwester des Papstes Nikolaus III., Neffe des Kardinals Giordono Orsini und Cousin des Kardinals Matteo Orsini.
- ORSINI, Giordano (?–1287) war der Bruder des Papstes Nikolaus III. sowie Onkel der Kardinäle Latino Malabranca Orsini O.P. und Matteo Orsini.
- ORSINI, Napoleone (etwa 1263–1342) war der Sohn des Rinaldo Orsini, er war der Neffe des Papstes Nikolaus III. (väterlicherseits) und Cousin des Kardinals Giovanni Gaetano Orsini.
- ORSINI, Francesco Napoleone (?–1312) war der Sohn des Napoleone Orsini, der Neffe des Papstes Nikolaus III. und Onkel des Kardinals Matteo Orsini.
- ORSINI, Giovanni Gaetano (etwa 1285–1335) war der Sohn des Matteo Rosso II. Orsini und seiner zweiten oder dritten Ehefrau. Er war der Neffe des Papstes Nikolaus III. und der Cousin des Kardinals Napoleone Orsini.
- ORSINI, Matteo O.P. (?–1340) war der Sohn des Orso Orsini di Montegiordano und der Francesca del Cardinale und Neffe des Kardinals Francesco Napoleone Orsini.
- ORSINI, Rinaldo (?–1374) gehörte der weit verzweigten Adelsfamilie Orsini an und war in den Diözesen Lüttich und Perugia tätig.
- ORSINI, Giacomo (etwa 1340–1379) war der Sohn des Roberto Orsini, 2. Graf von Nola und Pfalzgraf des Königreiches Neapel, und der Sveva del Balzo (auch Sibilla Baux).
- ORSINI, Tommaso (?–1390) war Graf von Manoppello und Sohn des Napoleone Orsini, Apostolischer Protonotar im Königreich Sizilien. Seine Mutter Marghatita Palari, Gräfin von Manoppello. Sein Name wird auch als Kardinal von Manuppello geführt.
- ORSINI, Poncello (?–1395) war der Sohn des Andrea Orsini und der Mabilia Orsini. Bekannt wurde er unter der Bezeichnung Kardinal von Aversa oder de Ursinus.
- ORSINI, Giordano (?–1438)
- ORSINI, Latino (etwa 1410–1477) war der erste Sohn des Carlo Orsini und der Paola Gironima Orsini. Sein Zusatzname lautete auch Kardinal Orsini.
- ORSINI, Giovanni Battista (1450–1503; auch bekannt als: Giambattista Orsini) war ein Neffe des Kardinals Latino Orsini. Er war päpstlicher Legat und Verwalter für Romagna, Bologna und die Mark Ancona, die damals Provinzen des Kirchenstaates waren. Im Konklave von 1492 wurde hauptsächlich auf sein Betreiben hin Alexander VI. zum neuen Papst gewählt. Dieser Papst sollte später für seine Verurteilung und Hinrichtung verantwortlich sein.
- ORSINI, Franciotto (1473–1534) war Herr von Monterotondo und ältester Sohn des Orso Orsini di Monteredono und der Constanza Savelli. Er war der Neffe des Papstes Leo X. (väterlicher Seite).
- ORSINI, Flavio (Fulvio) (1532–1581) war der Sohn des Herzogs von Gravia Ferrante Orsini und der Beatrice Ferrillo.
- ORSINI, Alessandro (1592–1626) war der Sohn des Herzogs von Bracciano Virginio Orsini und der Flavia Damasceni-Peretti. Seine Mutter war eine Großnichte des Papstes Sixtus V.
- ORSINI, O.S.Io.Hieros., Virginio (1615–1676) war Herzog von Bracciano und verzichtete auf sein Erbrecht. Er gehörte dem militärischen Orden des hl. Johannes zu Jerusalem an und zeichnete sich im Krieg gegen die Türken aus.
- ORSINI, O.P., Vincenzo Maria (1649–1730) war der älteste Sohn des Ferdinando Orsini aus dem Haus des Erzherzogs Orsini-Gravina, die mit Papst Clemens X. verwandt sind. Vincenzo Orsini ist der Onkel des Kardinals Domenico Orsini d’Aragona. Er war der 12. Herzog von Gravina, 3. Fürst von Solofra, 2. Fürst von Vallata, Graf von Muro Lucano, Erzbischof von Bari und von 1658 bis 1667 Kardinal und Erzbischof von Neapel.
- ORSINI D'ARAGONA, Domenico (1719–1789) war ein Neffe des Papstes Benedikt XIII. und weitläufig verwandt mit den meisten Orsini-Kardinälen.

### Pamphilj

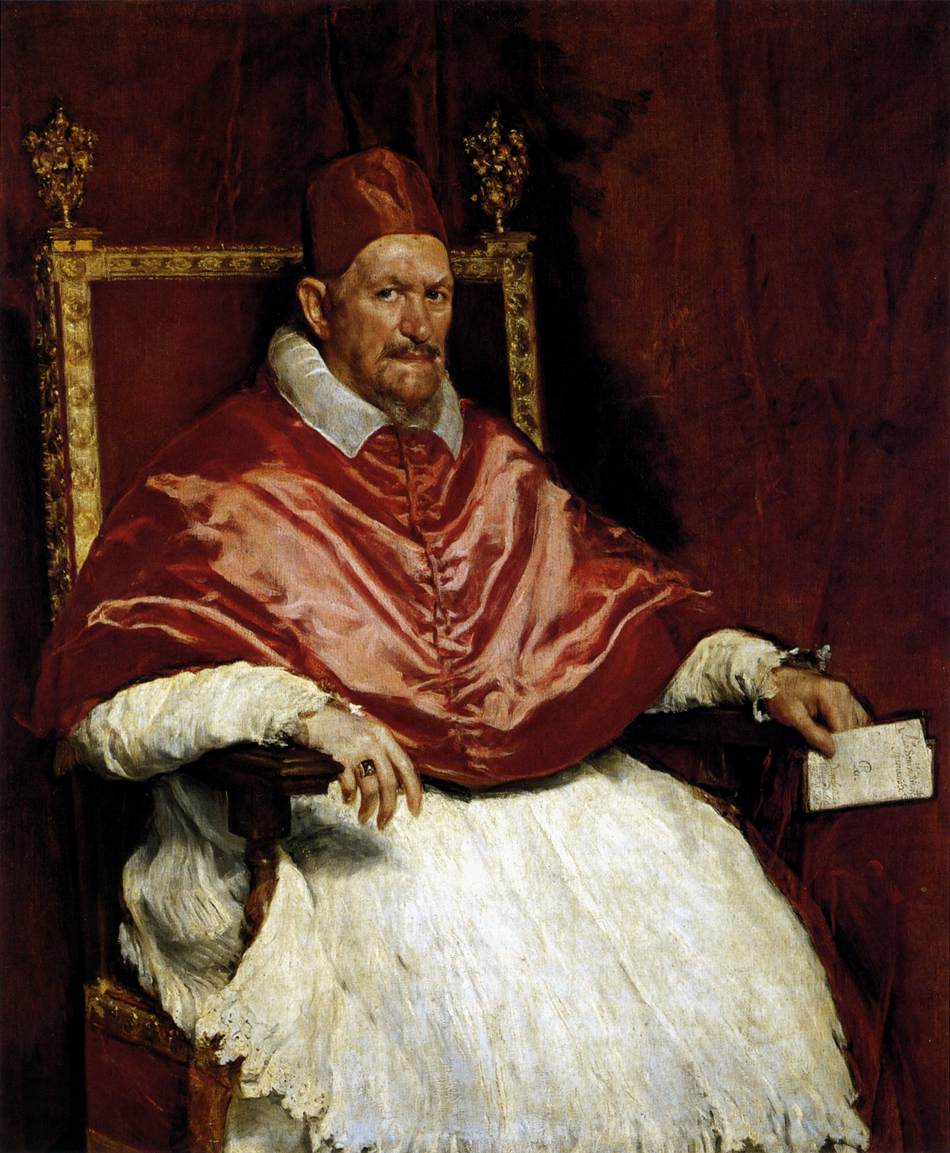
Papst Innozenz X. (Giovanni Battista Pamphilj), Porträt von Diego Velázquez

Die Pamphilj sind kein typisches Beispiel für Nepotismus, sondern eher für das Hin- und Hergerissensein zwischen Nepotismus und seiner Bekämpfung. Der 1644 als 70-Jähriger gewählte Giovanni Battista Pamphilj nahm den Namen Innozenz X. an. Indem er mit Kardinal Panciroli zuerst einen Kardinalstaatssekretär ernannte, der kein Verwandter war, und ihm dann einen weniger einflussreichen 22-jährigen Kardinalnepoten, Camillo Pamphilj, zur Seite stellte, brach dieser Papst mit der Tradition, einen Neffen (Nepoten) als wichtigsten Berater zu haben. Vielleicht sollte der Papstname „Innozenz“ (= der Unschuldige) den Bruch mit dem Nepotismus ankündigen oder wenigstens auf das mittelalterliche Vorbild des Römers Innozenz III. zurückverweisen. So zog er sofort die Nepoten seines Vorgängers Urban VIII. aus der Familie Barberini zur Rechenschaft, doch diese flohen nach Frankreich zu Kardinal Mazarin. Auf dessen Einwirken hin wurde der Prozess 1646 niedergeschlagen. Seinen Neffen Camillo ernannte er zum General der päpstlichen Armee und beauftragte ihn damit, der Nepotenfamilie Farnese das Herzogtum Castro wieder zu entreißen. Camillo legte den Kardinalshut aber schon drei Jahre später wieder ab, um zu heiraten – sehr zur Verärgerung seiner Mutter Olimpia Maidalchini, der Schwägerin und einflussreichen Beraterin des Papstes, die ihren Sohn bereits auf dem Weg zum Heiligen Stuhl gesehen hatte. Camillos Sohn sollte später ebenfalls Kardinal werden, doch erst unter einem der Nachfolger des Großonkels. Auch spätere Kardinäle aus der Nachkommenschaft Camillos sind eher Beispiele für die Papabilität des päpstlichen Adels als für unmittelbaren Nepotismus.

#### Kardinäle aus dem Haus Pamphilj
- Girolamo Pamphilj (1544–1610) war ein Onkel von Papst Innozenz X.
- Camillo Francesco Maria Pamphilj (1622–1666) war der Neffe von Papst Innozenz X. und Sohn der Olimpia Maidalchini; er wurde nach dem Beginn des Pontifikats seines Onkels 1644 zum Kardinal ernannt, legte das Amt jedoch drei Jahre später nieder, um Olimpia Aldobrandini zu heiraten.
- Benedetto Pamphilj (1653–1730), Sohn von Camillo und Olimpia. 1681 von Papst Innozenz XI. (kein Verwandter) zum Kardinaldiakon ernannt; Großprior von Rom des Souveränen Malteserordens
- Antonio Doria Pamphilj (1749–1821), 1785 Kardinal
- Giuseppe Maria Doria Pamphilj (1751–1816), 1785 Kardinal
- Giorgio Doria Pamphilj Landi (1772–1837), 1816 Kardinal

### Piccolomini

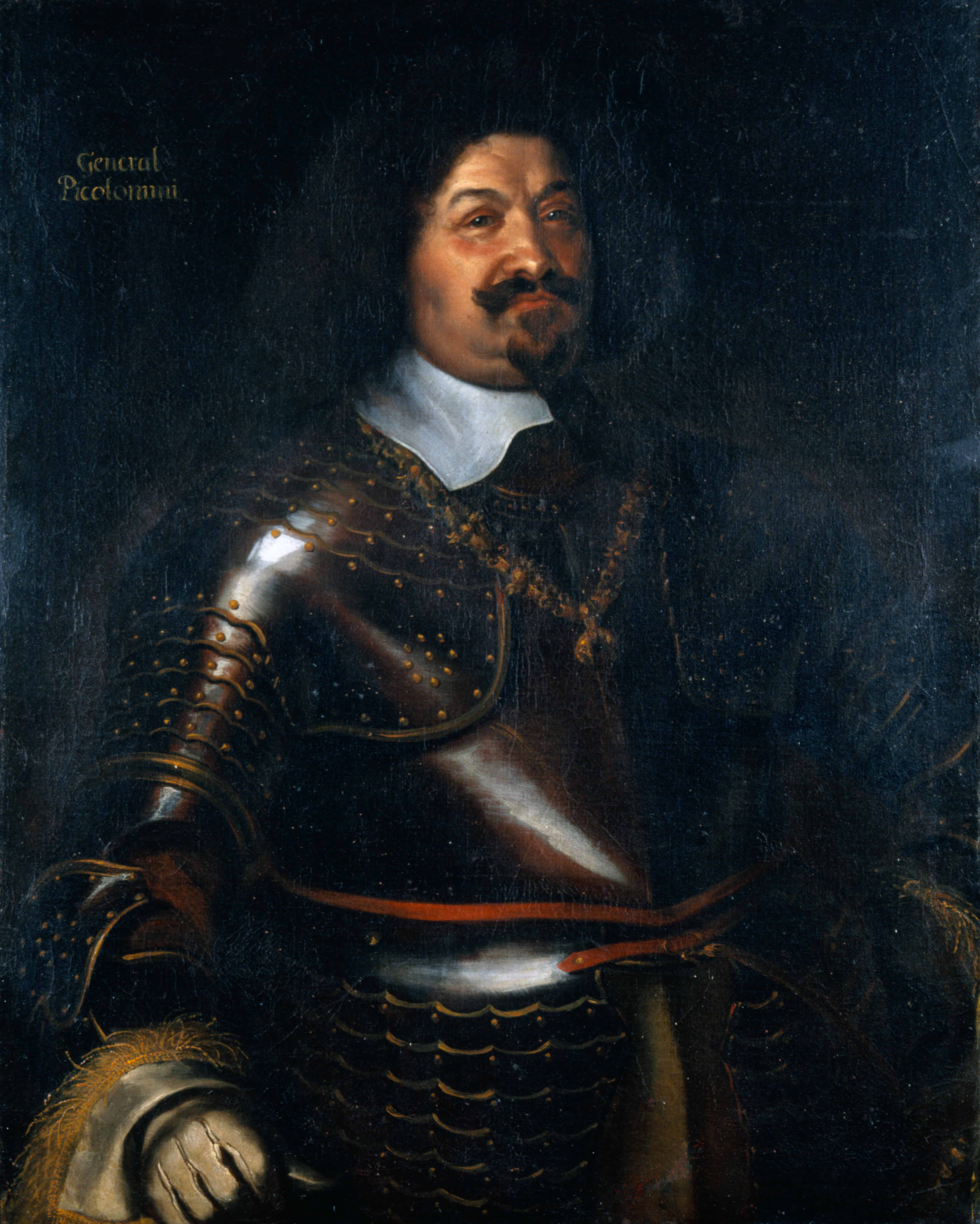
Fürst Ottavio Piccolomini, Herzog von Amalfi

Das italienische Adelsgeschlecht Piccolomini stammte aus Rom und ließ sich später in Siena nieder. Ottavio Piccolomini entstammte dem toskanischen Familienzweig der Piccolomini-Pieri, die von Papst Pius II. um 1450 mit der Adoption der Kinder seiner Nichte Antonia Pieri begründet worden war und 1757 erlosch. Sein Vater Silvio Piccolomini (1543–1610) war Oberstkämmerer und Großfeldzeugmeister des Großherzogs von Toskana. Seine Mutter Violante Gerini entstammte einem Florentiner Patriziergeschlecht. Deren weitere Söhne waren der in kaiserlichem Kriegsdienst stehende Enea Piccolomini (1586–1619) und Ascanio Piccolomini (1597–1671), seit 1628 Erzbischof von Siena.

#### Die Piccolomini – Päpste
- Papst Pius II. (Enea Silvio Piccolomini) (1405–1464) war ein bedeutender Humanist, Schriftsteller, Historiker, Poet und Gelehrter, Verehrer Boccaccios und begeistert von den lateinischen Klassikern. Bekannt wurde er zuerst beim Konzil von Basel und später als Mitarbeiter bei den deutschen Fürstenkonkordaten und dem Wiener Konkordat von 1448.

Er war der Sohn des angesehenen Silvio Piccolomini und dessen Ehefrau Vittoria Forteguerri, sie hatten insgesamt 21 gemeinsame Kinder. Er ist der Onkel des Papstes Pius III., Großonkel des Kardinals Giovanni Piccolomini und verwandt mit den Kardinälen Celio Piccolomini, Enea Silvio Piccolomini und Giacomo Piccolomini.
- Papst Pius III. (Francesco Piccolomini-Todeschini) (1439–1503) kam durch die frühzeitige Förderung durch seinen Onkel Papst Pius II. auf den Heiligen Stuhl. Er war mehrfach in diplomatischen Missionen tätig und trat 1497 als einziger Kardinal der Absicht des Papstes Alexander VI. entgegen Benevent an den Papstsohn Giovanni Borgia zu vergeben. Sein kurzes Pontifikat zerstörte jegliche Hoffnung auf Reformen.

Er wurde als Sohn des Juristen Giovanni de Todeschini und dessen Ehefrau Laodomia Piccolomini, die eine Schwester von Papst Pius II. gewesen war, geboren. Er war demnach der Neffe des Papstes Pius II., der die Genehmigung erteilte, dass sein Neffe statt Todeschini den Namen Piccolomini-Todeschini führen durfte. Pius III. war auch der Onkel des Kardinals Giovanni Piccolomini und verwandt mit den Kardinälen Celio Piccolomini, Enea Silvio Piccolomini und Giacomo Piccolomini.

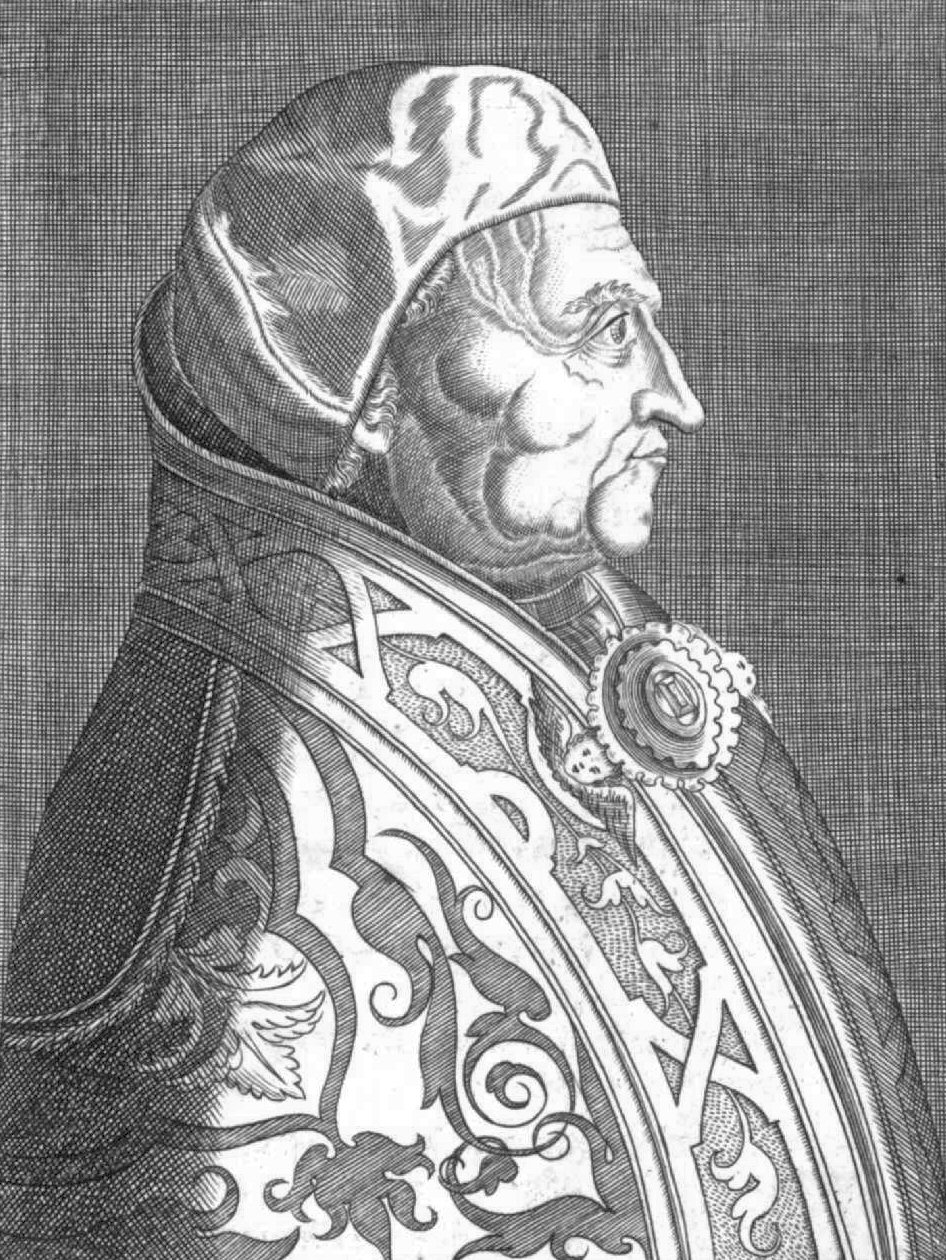
Papst Pius II.
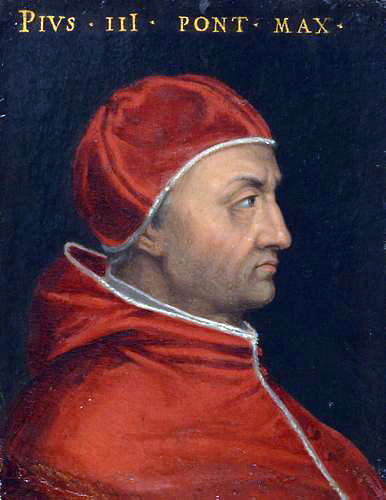
Papst Pius III.

#### Kardinäle aus dem Haus Piccolomini
- FORTIGUERRA, Niccolò (1419–1473) war der Bruder der Mutter des Papstes Pius II.
- PICCOLOMINI, Giovanni (1475–1537) war der Sohn des Andrea Todeschini-Piccolomini und der Agnes di Gabriele Farnese, der Großneffe des Papstes Pius II., Neffe des Papstes Pius III. und verwandt mit den Kardinälen Celio Piccolomini, Enea Silvio Piccolomini und Giacomo Piccolomini.
- PICCOLOMINI, Celio (1609–1681)
- PICCOLOMINI, Enea Silvio (1709–1768)
- PICCOLOMINI, Giacomo (1795–1861) wurde durch Papst Gregor XVI. 1844 in pectore zum Kardinal ernannt, die Ernennung wurde im April des folgenden Jahres publiziert.

#### Bedeutender Bischof
Agostino Patrizi Piccolomini war Bischof und päpstlicher Zeremonienmeister. Er war der Sohn des Notars Aloysius Patrizi. Seinen Beinamen erhielt er nach dem bürgerlichen Namen seines Gönners Pius II. (Enea Silvio Piccolomini). Er war mit Unterbrechungen von 1466 bis 1488 in Rom als Zeremonialkleriker tätig und wurde 1484 zum Bischof von Pienza-Montalcino geweiht.

#### Ordensgeneral
Francesco Piccolomini war der 8. Ordensgeneral der Jesuiten.

### Savelli
Die römische Adelsfamilie Savelli, auch als „de Sabellis“ bekannt, hatte bis zu ihrem Aussterben im Jahr 1712 das von Papst Paul III. verliehene erbliche Amt eines päpstlichen Oberhofmarschalls inne. Der Familie entstammen zwei Päpste und mehrere Kardinäle. Die Familie war ständig in die Auseinandersetzungen der römischen Adelsfamilien Colonna und Borgia verwickelt, hier besonders im Kampf gegen den aus der Familie Borgia stammenden Papst Alexander VI.

#### Päpste der Savelli
- Papst Honorius III. (CENCIO, auch Censius, Cencius, Camerarius und Cencio Savalli) (etwa 1150–1227), war Kanoniker und Kämmerer im Dienst der Kurie. Er verfasste in dieser Zeit das „Liber censuum“.[29] Als Papst strebte er den Ausgleich zwischen Frankreich und England an und verfolgte das Zusammenwirken von Papst- und Kaisertum. Er bestätigte die neuen Orden der Dominikaner, Franziskaner und Karmeliten.

Seine Herkunft aus dem Haus der Savelli ist unsicher und sein Vater wird mit dem Namen Aimerico angegeben.
- Papst Honorius IV. (SAVELLI, Giacomo) wurde in Perugia zum Papst gewählt. Bei seiner Wahl befand er sich bereits in einem hohen Alter, galt aber noch als geistig klar und willensstark. Während seines zweijährigen Pontifikats setzte er sich sehr politisch ein und versuchte die Macht des Heiligen Stuhls zu festigen.

Er war der Sohn des Senators Luca Savelli und der Giovanna Aldobrandeschi, Tochter des Grafen von Fiora. Er war der Neffe des Kardinal Tommaso da Capua und Cousin des Kardinal Giovanni Boccamazza. Aus der Familie Savalli stammten weiterhin die Kardinäle Bertrando Savelli, Giovanni Battista Savelli, Giacomo Savelli, Silvio Savelli, Giulio Savelli, Fabrizio Savelli, Paolo Savelli und Domenico Savelli.

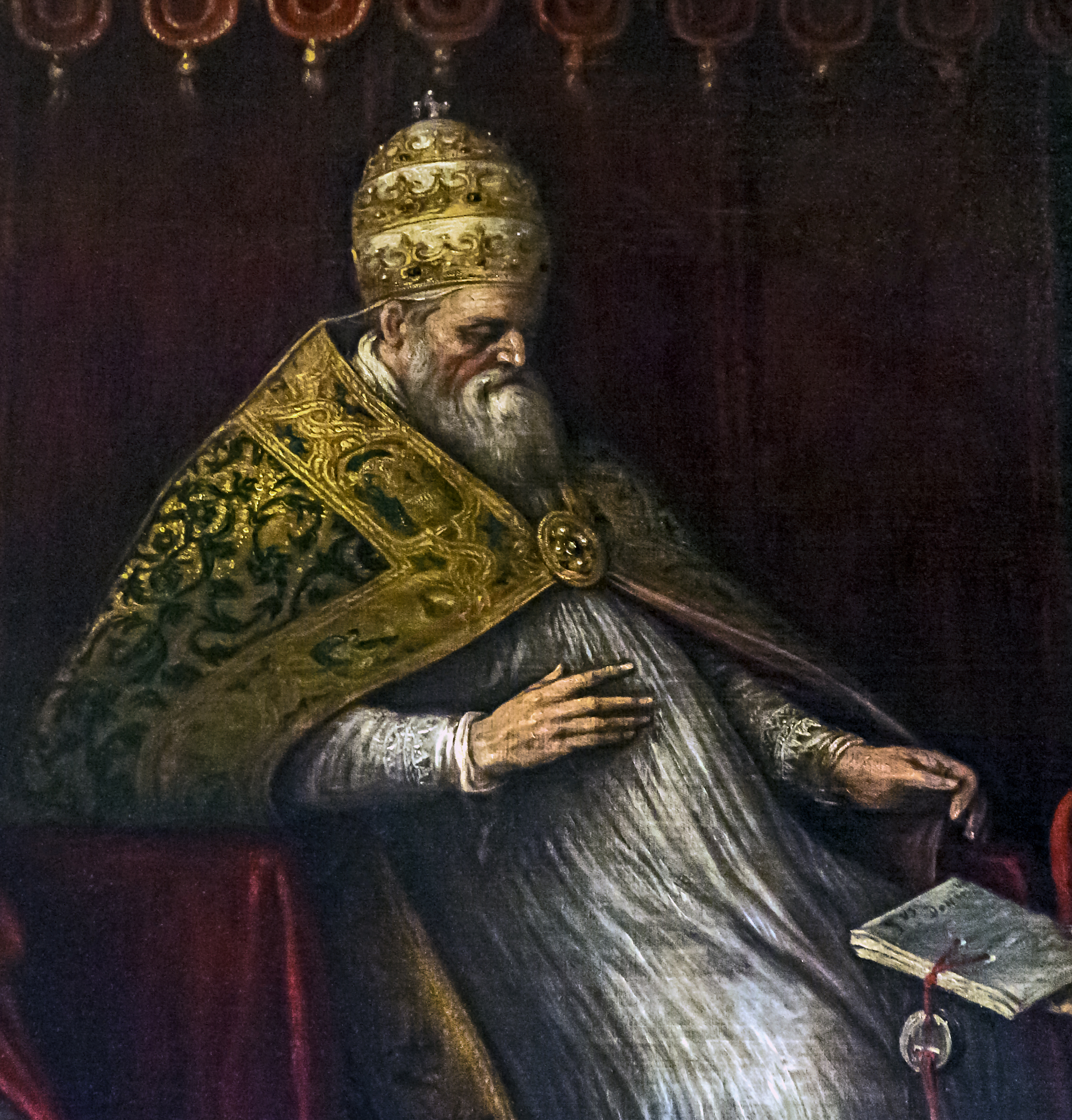
Papst Honorius III.
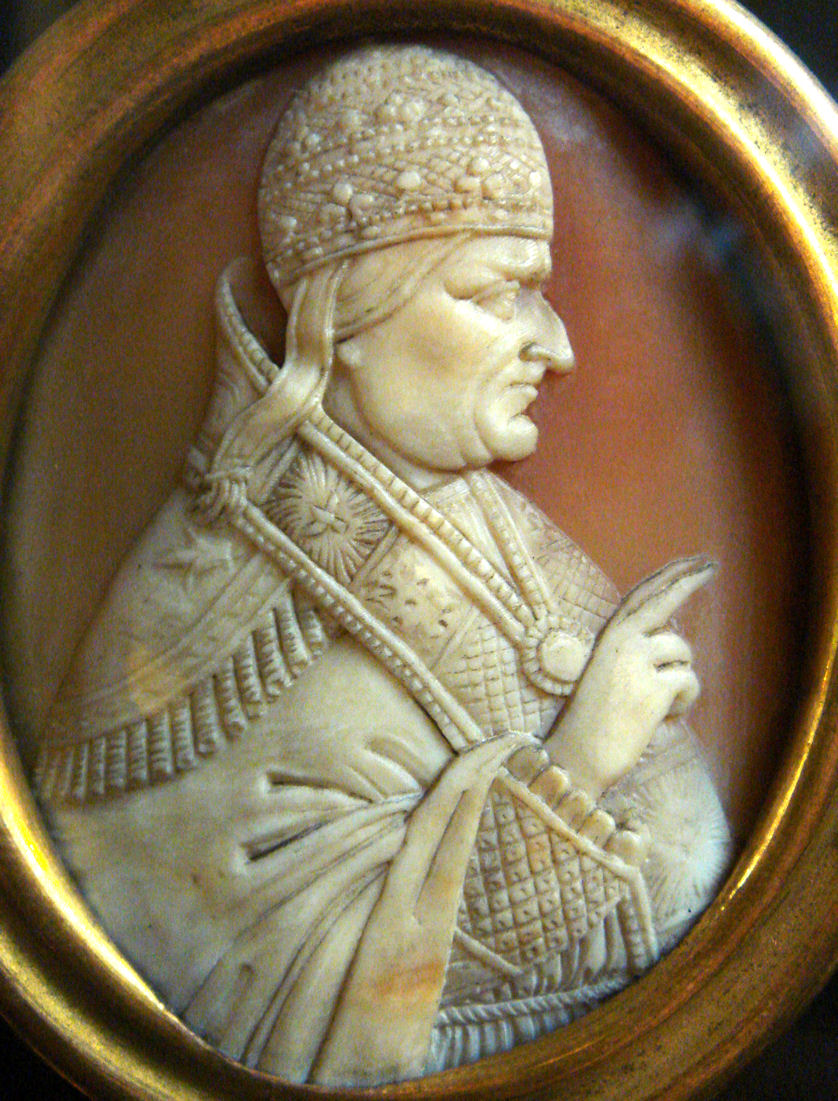
Papst Honorius IV.
Papstwappen von Honorius IV. mit integriertem Familienwappen

#### Kardinäle aus der Familie Savelli
- SAVELLI, Bertrando (?–1223) ist auch als Bartolomeo Savelli aufgeführt. Seine Verwandtschaft reicht von Papst Honorius IV. bis zu den Kardinälen Giovanni Battista Savelli, Giacomo Savelli, Silvio Savelli, Giulio Savelli, Fabrizio Savelli, Paolo Savelli und Domenico Savelli.[32] Nach Werner Maleczek[33] ist seine Herkunft aus dem Haus der Savelli jedoch nicht zu belegen und es ist wahrscheinlicher, dass er aus Languedoc stammt.
- SAVELLI, Giovanni Battista (1422–1498) war der Sohn des Nicola Savelli, Herr von Palombara und Castel Gandolfo und war verwandt mit Papst Honorius IV. und den Kardinälen Bertrando Savelli, Giacomo Savelli, Silvio Savelli, Giulio Savelli, Fabrizio Savelli, Paolo Savelli und Domenico Savelli. Von Papst Sixtus IV. im Jahre 1480 zum Kardinal erhoben, war er auch Apostolischer Administrator des Bistums Mallorca.
- SAVELLI, Giacomo (1523–1587) wurde bereits im Alter von 16 Jahren zum Kardinal erhoben und war später maßgeblich an der Durchführung der Kirchenreformen des Konzils von Trient beteiligt. Er war der Sohn des römischen Edelmanns Giambattista Savalli und der Constanza Bentivoglio, seine Großmutter väterlicherseits war Camilla Farnese eine Cousine des Papstes Paul III. Er war der Onkel des Kardinals Giulio Savelli, verwandt mit Papst Honorius IV. und der Kardinälen Bertrando Savelli, Giovanni Battista Savelli, Giacomo Savelli, Silvio Savelli, Giulio Savelli, Fabrizio Savelli, Paolo Savelli und Domenico Savelli. Giacomo Savelli war von 1560 bis 1574 Erzbischof von Benevent.
- SAVELLI-ARICCIA, Silvio (1550–1599) war zunächst Erzbischof von Rossano, dann Patriarch von Konstantinopel, sowie Nuntius in Neapel und Paris. Später war er Statthalter von Avignon. Er war der Sohn des Camillo Savelli Herr von Ariccia und der Isabell Orsini. Er war verwandt mit Papst Honorius IV. und den Kardinälen Bertrando Savelli, Giovanni Battista Savelli, Giacomo Savelli, Silvio Savelli, Giulio Savelli, Fabrizio Savelli, Paolo Savelli und Domenico Savelli.
- SAVELLI, Giulio (1574–1644) war der Sohn des Bernardino Savelli, römischer Edelmann, 1. Herzog von Castel Gandolfo und Markgraf von Roccapriora und seiner zweiten Frau Lucrezia die Conti dell’Anguillara. Er ist verwandt mit Papst Honorius IV. und den Kardinälen Bertrando Savelli, Giovanni Savelli, Silvio Savelli und Domenico Savelli. Er ist der Neffe des Kardinals Giacomo Savelli, Onkel des Kardinals Fabrizio Savelli und Großonkel des Kardinals Paolo Savelli.
- SAVELLI, Fabrizio (1607–1659) war mit dem Papst Honorius IV. und den Kardinälen Bertrando Savelli, Giovanni Battista Savelli, Giacomo Savelli, Silvio Savelli und Domenico Savelli verwandt. Er war der Neffe des Kardinals Giulio Savelli und Onkel des Kardinal Paolo Savelli.
- SAVELLI, Paolo (1622–1685) war der Sohn des Bernardino Savelli und der Maria Peretti. Seine Mutter war mit der Familie des Papstes Sixtus V. verwandt. Paolo war verwandt mit dem Papst Honorius IV. und den Kardinälen Bertrando Savelli, Giovanni Battista Savelli, Giacomo Savelli, Silvio Savelli und Domenico Savelli. Er war der Großneffe des Kardinals Giulio Savelli und Neffe der Kardinäle Fabrizio Savelli und Francesco Peretti di Montalto (mütterlicherseits).
- SAVELLI, Domenico (1792–1864) war der Sohn des Gregorio Maria Savelli und der Agta Maria Arrighi und ist verwandt mit dem Papst Honorius IV. und der Kardinäle Bertrando Savelli, Giovanni Battista Savelli, Giacomo Savelli, Silvio Savelli, Giulio Savelli, Fabrizio Savelli und Paolo Savelli.